# Portugal na Reconquista

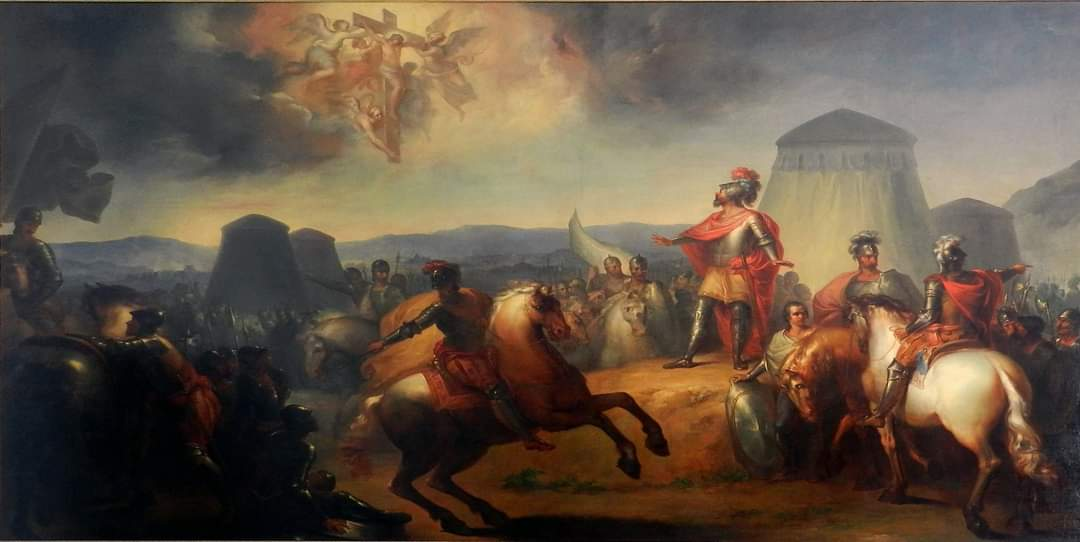
Pintura setecentista da Batalha de Ourique

A Participação de Portugal na Reconquista deu-se a partir da fundação do condado Portucalense, em 868 e prolongou-se com avanços e recuos por 381 anos até 1249, quando as últimas cidades ainda em poder muçulmano no Algarve foram tomadas. Portugal deve a sua origem e actual forma geográfica a este demorado processo. 
Marcaram as fases iniciais da Reconquista em Portugal a participação da alta nobreza, no norte, mas à medida que a fronteira foi empurrada para sul a iniciativa das conquistas passou para a média e baixa nobreza, as milícias concelhias e os cavaleiros-vilões, mais dispostos a ausentarem-se em demoradas campanhas. A terceira e final fase do esforço bélico português, no Alentejo e Algarve, dependeu em grande medida das Ordens militares, nomeadamente os espadatários e os templários, mas também os calatravos e os hospitalários. A Reconquista portuguesa contou várias vezes com a participação de cruzados do norte da Europa também, que passavam pelas costas portuguesas a caminho da Terra Santa, tais como ingleses, franceses, flamengos, normandos, dinamarqueses e alemães em 1142, 1154, 1189 e 1217, destacando-se a conquista de Lisboa, em 1147, de entre as acções em que se envolveram. Muitos instalaram-se em Portugal a convite de D. Afonso Henriques ou do seu filho, D. Sancho I.
Ainda que o conde de Portucale fosse um importante vassalo de Leão, à data da independência de Portugal, a economia portuguesa caracterizava-se por certa falta de desenvolvimento, não havendo casa da moeda no país. A tomada de presas em batalha ou a extracção de tributo constituíam importantes fontes de rendimento, se bem que só de forma imprevisível. As exigências da guerra ou da defesa do território motivaram a sua povoação e desenvolvimento, o que por sua vez forneceu os meios necessários para se prosseguir com a sua expansão. As Ordens religiosas desbravaram caminho no desenvolvimento da agricultura, nomeadamente os Cistercienses, cujas granjas trabalhadas por confrades permitiram levar a cabo trabalhos agrícolas e de criação de gado de uma sofisticação e escala nunca antes vistas em Portugal. As Ordens militares mais tarde adoptaram semelhantes sistemas económicos de escala e introduziram métodos notavelmente sofisticados de produção, irrigação e fortificação. As cidades portugueses cresceram em tamanho e prosperidade à medida que o Islão retrocedia e pelo séc. XIII surgiram os primeiros sinais de um comércio português internacional.
A expansão de Portugal foi de vital importância para a legitimação de D. Afonso Henriques enquanto soberano independente, tendo a bula papal Manifestis Probatum reconhecido como "manifestamente provados" os esforços do rei na reconquista de território para a cristandade e a sua reivindicação ao título de rei como digna de aprovação.

## Antecedentes
Em 711, um exército muçulmano, do Califado Omíada de Damasco, comandado por Tarique, invadiu a península Ibérica, então controlada na sua totalidade pelo Reino Visigótico. Os visigodos e o seu rei, Rodrigo, foram desbaratados na Batalha de Guadalete e, a partir desse momento deu-se a rápida conquista da península pelos muçulmanos, entre árabes e berberes, em cerca de dois anos. 
Onze anos mais tarde, em 722, Pelágio revoltou-se contra a ocupação muçulmana nas Astúrias e derrotou uma força muçulmana na Batalha de Covadonga, fundando de seguida o Reino das Astúrias, após ter expulso da região o governador Munuza.
Este reino expandiu-se gradualmente pelo norte montanhoso da península Ibérica, conquistando Leão e a Galiza e seria sob a égide dos seus reis que 146 anos mais tarde o domínio cristão alcançaria as margens do rio Douro, onde se situava a cidade do Porto. 
Importantes acontecimentos tomaram lugar no Andaluz pouco antes da conquista do Porto e fundação do condado portucalense. Na cidade de Toledo dera-se uma revolta mas foi suprimida com violência em 854. Em torno do emir de Córdova crescia um dispendioso aparelho burocrático de escravos, homens livres, berberes bem como tropas mercenárias de escravos ou berberes que eram vistas com hostilidade tanto pela aristocracia árabe como por muladis recentemente convertidos ao islão. Estes últimos queixavam-se da cobrança excessiva de impostos como se de cristãos ainda se tratassem. Em 868 rebentou em Mérida uma revolta contra o poder central, chefiada pelo muladi ibne Maruane, conhecido como Aljiliqui, ou "o Galego". A instabilidade no emirado de Córdova providenciaria uma oportunidade para o avanço dos reinos cristãos.

## Conquistas sob o signo das Astúrias 868-977

### A fundação do Condado Portucalense, 868

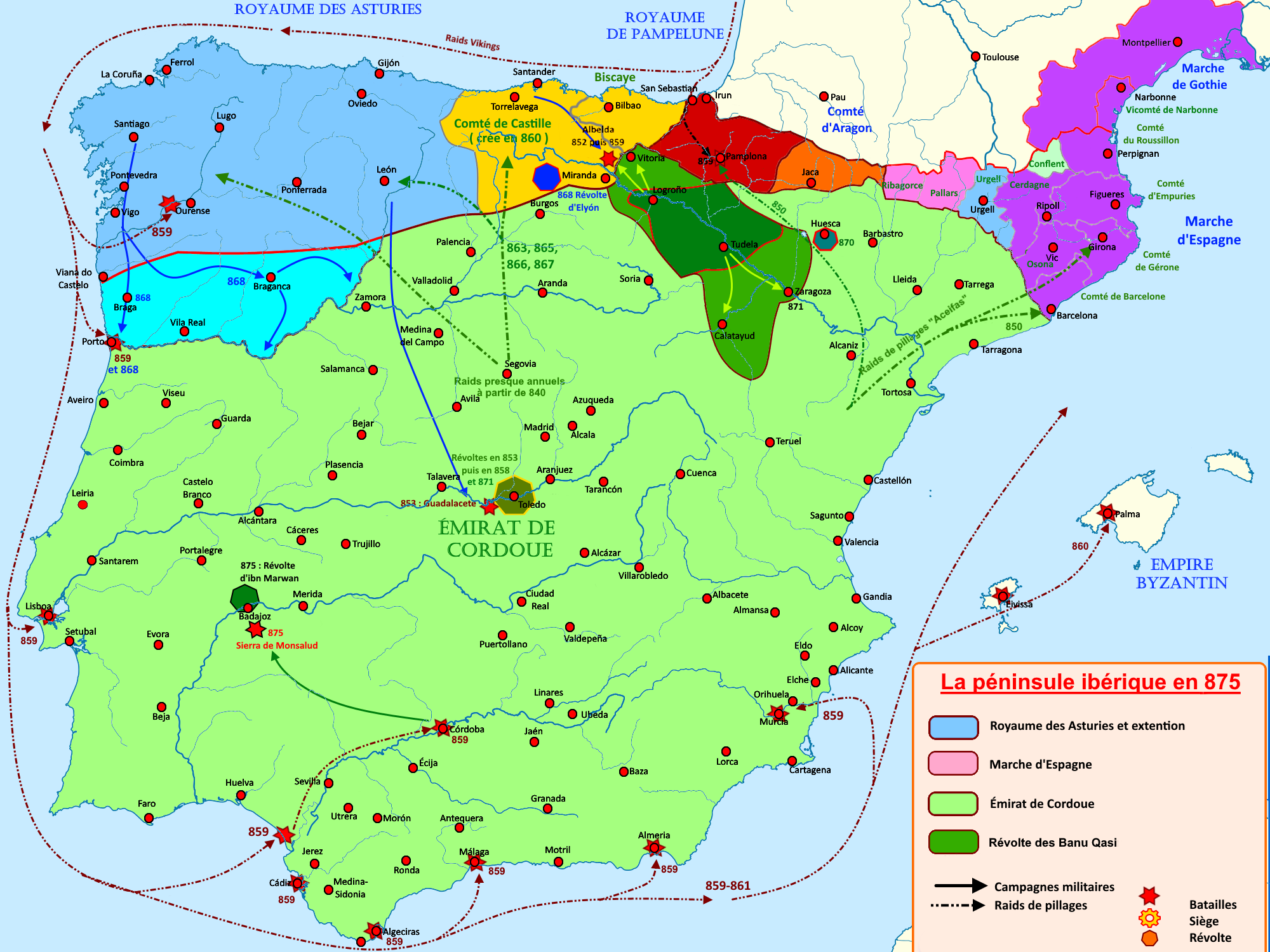
A península Ibérica sete anos após a fundação do Condado Portucalense

157 anos após a invasão da península Ibérica pelos muçulmanos, o nobre galego Vímara Peres presurou o Porto e o seu território, então chamado de Portucale, ou Portugal, num momento em que no Andaluz se havia revoltado contra o emir de Córdova o seu chefe da guarda. A Vímara Peres foram concedidos amplos privilégios e o território começou a ser povoado por famílias da alta nobreza, pouco numerosa e aparentada com a realeza. 
As presúrias seguiram-se a ritmo acelerado e em 870 dá-se o povoamento de Braga e a organização do seu território com a participação pessoal de Vímara Peres. No mesmo ano, São Tomé de Negrelos foi presurada por Flomarico e a sua mulher Gundila, bem como por Scelemondo com a sua mulher Astragundia. Ainda em 870, São Miguel do Paraíso, em Guimarães foi presurada por Lucídio Vimaranes, filho de Vimara Peres.
O conde Odoário presurou Chaves em 872 e, a partir desta cidade, deu-se início ao processo de repovoamento de Trás-os-Montes, em torno dos férteis terrenos da veiga de Chaves.
No ano seguinte, faleceu o conde Vímara Peres, sucedendo-lhe no cargo Lucídio Vímaranes, seu filho.
Da fortaleza de Montemor à foz do Vouga, 70 milhas. É aqui que começa a terra de Portugal, segundo se diz. Portugal é uma região florescente, coberta de habitações, praças-fortes, aldeias e muitos campos de cultura. Encontra-se aí muita gente de guerra, a pé e a cavalo, a qual faz razias sobre os vizinhos que não são do mesmo partido. 

### Fundação do Condado de Coimbra, 878

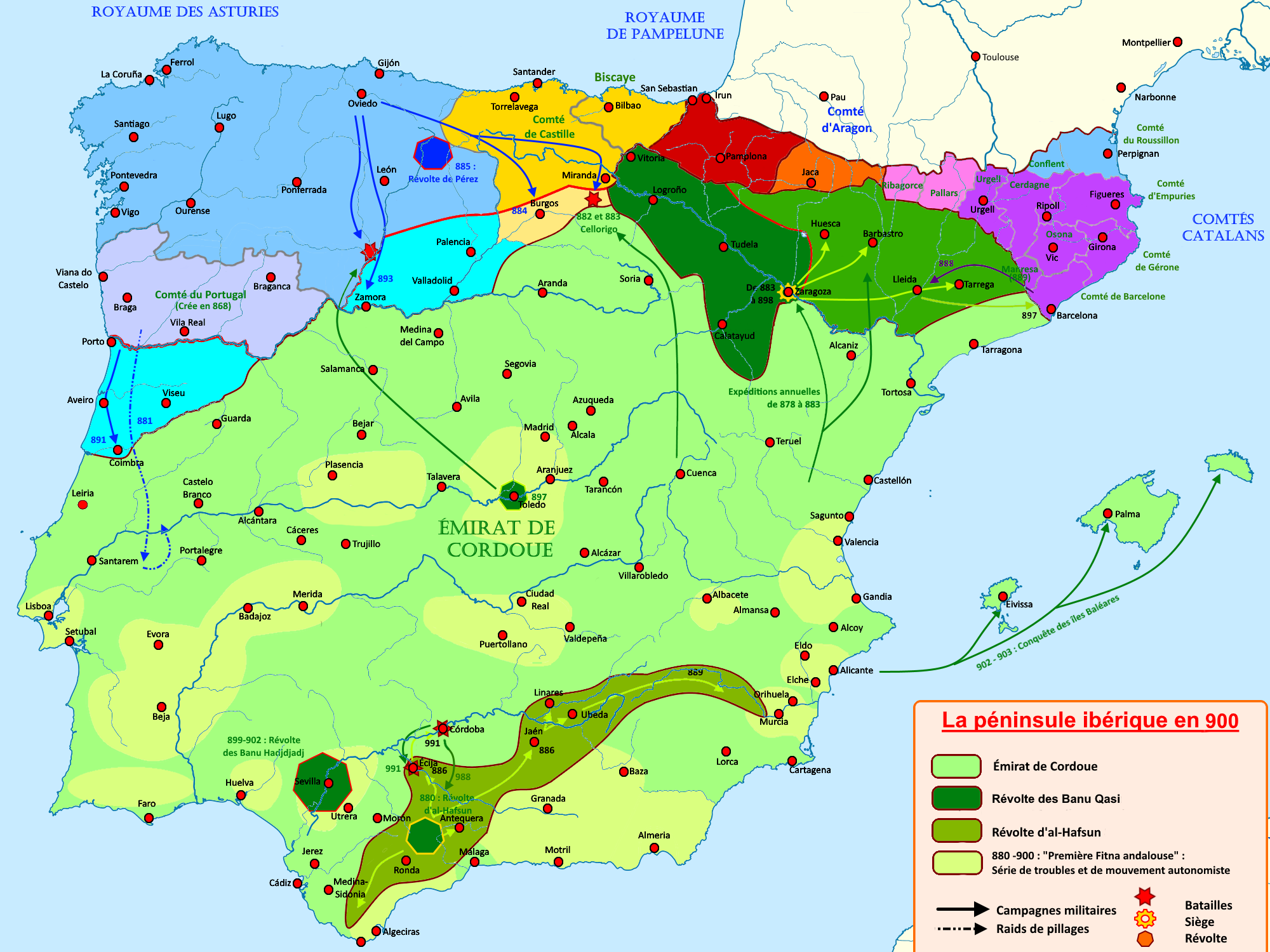
A península Ibérica em 900

A cidade de Coimbra foi presurada pelo conde Hermenegildo Guterres em 878. Outros pontos a sul do Douro foram tomados e repovoados por ordem de Afonso III, como Viseu, Lamego, e Eja.

A fronteira cristã progrediu perto de 200 km para sul ao longo da costa, passando do rio Douro para o vale do Mondego mas, no interior, a fronteira contornava a Serra da Estrela pela encosta norte mas não devia ultrapassar o Rio Coa para Leste.
Esta é uma cidade pequena, mas bem povoada e florescente, cujos arredores estão cobertos de vinhedos e pomares de macieiras, cerejeiras e ameixoeiras. A cidade está edificada num cume de boa defesa e difícil acesso, não longe do rio chamado Mondego que corre para oriente da cidade e que move os seus moinhos. De Coimbra a Santarém, no sul, contam-se 3 jornadas. De Coimbra ao mar, para ocidente, 12 milhas. E é aí que fica a foz do Mondego, rio junto do qual existe um castelo muito forte, chamado Montemor. Os campos de Coimbra são muito férteis.

### Campanhas no Ocidente

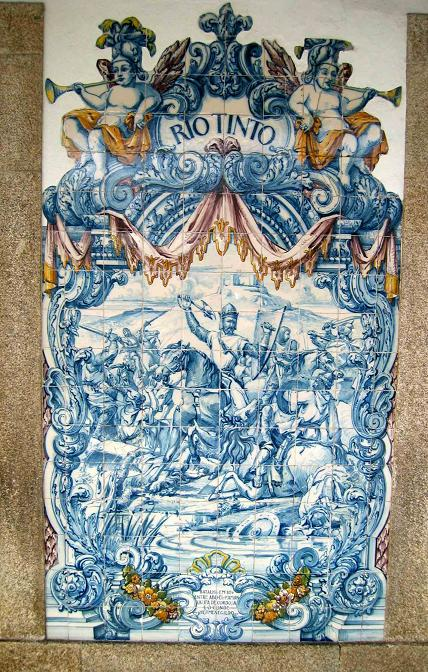
Painel de azulejos alusivo à lenda e batalha de Rio Tinto

Lardosa, na actual freguesia de Rans, concelho de Penafiel foi presurada em 882 por Muzara e Zamora, dois moçárabes certamente vindos do sul. Em 910 faleceu o rei Afonso Magno das Astúrias e o seu reino foi dividido entre os três filhos. Leão coube ao seu filho mais velho Garcia; a Galiza, com Portugal e Coimbra coube ao seu segundo mais velho Ordonho II e as Astúrias couberam a Fruela II.
Dume foi presurada no ano seguinte à morte de Afonso Magno por Bermudo Lucides, filho do conde de Portugal Lucídio Vimaranes. Em 912 faleceu o conde de Coimbra Hermenegildo Guterres, e sucedeu-lhe Aires Mendes seu filho. Em Agosto de 913, o rei Ordonho II levou a cabo um grande fossado em terras andaluzes e alcançou a cidade de Évora, cuja guarnição desbaratou, o seu chefe matou e que saqueou, tendo regressado com ricos despojos e milhares de cativos. Faleceu no ano seguinte o rei D. Garcia de Leão sem descendência e Ordonho II seu irmão sucedeu-lhe no trono.
O conde de Portugal Lucídio Vímaranes faleceu em 926 e sucedeu-lhe não o filho mas Hermenegildo Gonçalves, nobre galego, casado com Mumadona Dias. 
Em 924 Ordonho II faleceu e sucedeu-lhe nos tronos de Leão e Galiza o rei Fruela das Astúrias, que assim reuniu novamente sob um único ceptro o reino dividido do seu pai. Em 950 sucedeu no governo de Portugal o conde Gonçalo Mendes. Cinco anos mais tarde, o rei Ordonho III encabeçou um grande fossado que logrou alcançar Lisboa, que pilhou e, posteriormente, assinou uma trégua com o califa Abderramão III. Por estes anos Mumadona Dias mandou construir o castelo de Guimarães para proteger os habitantes e religiosos de um mosteiro próximo de ataques muçulmanos ou normandos e em 968 o castelo dava-se já por concluído.

## Incursões cordovesas, 977-1008

As principais campanhas de Almançor

O território entre o Douro e o Mondego manteve-se na posse de cristãos durante mais de um século.
A 1 de Outubro de 976 sucedeu a Aláqueme II no trono califal de Córdova Hixame II, que na semana seguinte indigitou ibne Abi Amir, mais tarde conhecido como Almançor, para o cargo de hájibe ou primeiro-ministro. Evento de singular importância, pois Almançor continuou as reformas militares anteriormente começadas por Aláqueme II e, ameaçado pelas incursões cristãs, no ano seguinte instituiu uma política de destrutivas campanhas contra os reinos cristãos do norte, duas vezes ao ano geralmente, para cobrar tributos ou pilhá-los caso se recusassem a pagar, política que se prolongaria para lá da sua morte, até 1008. Estes foram 31 anos de hegemonia cordovesa imposta sobre os reinos cristãos com brutalidade e os mais caóticos desde o início da Reconquista.

### Perda de Coimbra 987
Em 987, Almançor saqueou Coimbra mas nesse mesmo ano regressou à cabeça das suas tropas e capturou a cidade, bem como Seia, Viseu e Lamego. Em 990 os cordoveses conquistaram Montemor-o-Velho. A fronteira foi, assim, deslocada de novo para o vale do Douro, se bem que o castelo de Montemor-o-Velho ainda regressaria à posse cristã, para cair em mãos muçulmanas novamente. O forte castelo de Aguiar do Sousa foi tomado em 995 apesar das suas excepcionais qualidades defensivas, tendo os muçulmanos cativado milhares de pessoas no decorrer desta campanha.

As muralhas primitivas do Porto

Em 997 deu-se a mais célebre aceifa de Almançor, dirigida contra Santiago de Compostela. A cavalaria partiu de Córdova a 3 de Julho pela velha estrada romana em direcção noroeste acompanhada pelas carroças de provisões, ao passo que a infantaria, as armas, vitualhas e munições dirigiram-se para Alcácer do Sal, onde se embarcariam e o seu ponto de encontro seria a cidade do Porto, em território português. Passando por Cória, Almançor chegou a Viseu, onde se-lhe juntaram alguns nobres cristãos desterrados dos seus países ou condes submetidos, como Galindo o Galego ou Froila Gonçalves, este último conde de Coimbra, que preferiu compactuar com Almançor. Atravessaram o Douro por via de uma ponte de barcas que Almançor mandou construir, a primeira a ligar as duas margens do rio. O Porto estava mal fortificado e opôs fraca resistência às tropas de Almançor. A campanha em direcção à Galiza foi precedida por uma incursão das tropas lideradas pelo irmão de Froila Gonçalves, Veila Gonçalves, encarregue de neutralizar quaisquer forças que pudessem pôr em causa o avanço do exército muçulmano, nomeadamente as do conde Gonçalo Mendes de Portucale. O senhor do castelo da Maia, a principal fortificação da região, entrou em conluio com Veila. Braga foi sitiada com dificuldade mas foi saqueada e destruída. Brittonia, perto de Viana do Castelo, opôs forte resistência mas foi saqueada. Em Valadares de Monção atravessaram o Minho. Neste mesmo ano morreu conde de Portugal Gonçalo Mendes e sucedeu-lhe no cargo o filho Mendo Gonçalves, que adoptou uma postura mais submissa em relação a Córdova.
No ano 1000, tinham passado para a posse de Córdova as vilas e castelos de Lamego, São Martinho de Mouros, Cárquere, Tarouca, Caria, Numão, Muxagata, Longroiva, Meda, Alcarva, Penedono, Sernancelhe, Terrenho, Marialva, Castelo Rodrigo, Moreira de Rei, Trancoso, Penalva, Viseu, Travanca, Seia, Coimbra, Montemor-o-Velho, Soure, Lousã e Aguiar de Sousa.
Almançor faleceu a 8 de Agosto de 1002 e sucedeu-lhe no cargo o filho Abedal Maleque Almuzafar. Ameaçado pelas tropas cordovesas enviadas a reforçar Coimbra, o conde Mendo Gonçalves compreendeu que o poder muçulmano mantinha-se intacto, pelo que optou por negociar a manutenção de uma anterior trégua. Efectivamente Almuzafar desempenhou o seu cargo com mestria igual à do seu pai, se bem que só por seis anos, até à sua morte. Ainda em 1008 faleceu também o conde Mendo Gonçalves e sucedeu-lhe Alvito Nunes. 

## Primeiro avanço até ao Tejo, 1009-1093
Tendo sucedido a Almuzafar o seu irmão Abderramão Sanchuelo, bem menos popular ou capaz, em 1009 o califa Hixame II foi deposto pelo seu primo Maomé II e Sanchuelo assassinado a seguir, estalando então a guerra civil no Andaluz. Disto resultaria a fragmentação do Califado em vários emirados ou reinos independentes, rivais entre si, circunstância propícia à expansão dos reinos cristãos do norte. Deixaram estes de pagar tributo e puderam retomar a vida normal, longe das muralhas das vilas e castelos.  
Em 1028 Afonso V de Leão impôs cerco à cidade de Viseu, porém morreu na acção. Neste mesmo ano morreu ainda o conde de Portugal Nuno Alvites e sucedeu-lhe Mendo Nunes.
A 14 de Outubro de 1034, Gonçalo Trastamires da Maia reconquista Montemor-o-Velho.
O emir de Sevilha, Abu Al-Casim invadiu o território cristão em 1035, porém foi derrotado pelo rei Bermudo III em pessoa na Batalha de Cesar. 

### A campanha das Beiras, 1055-1064

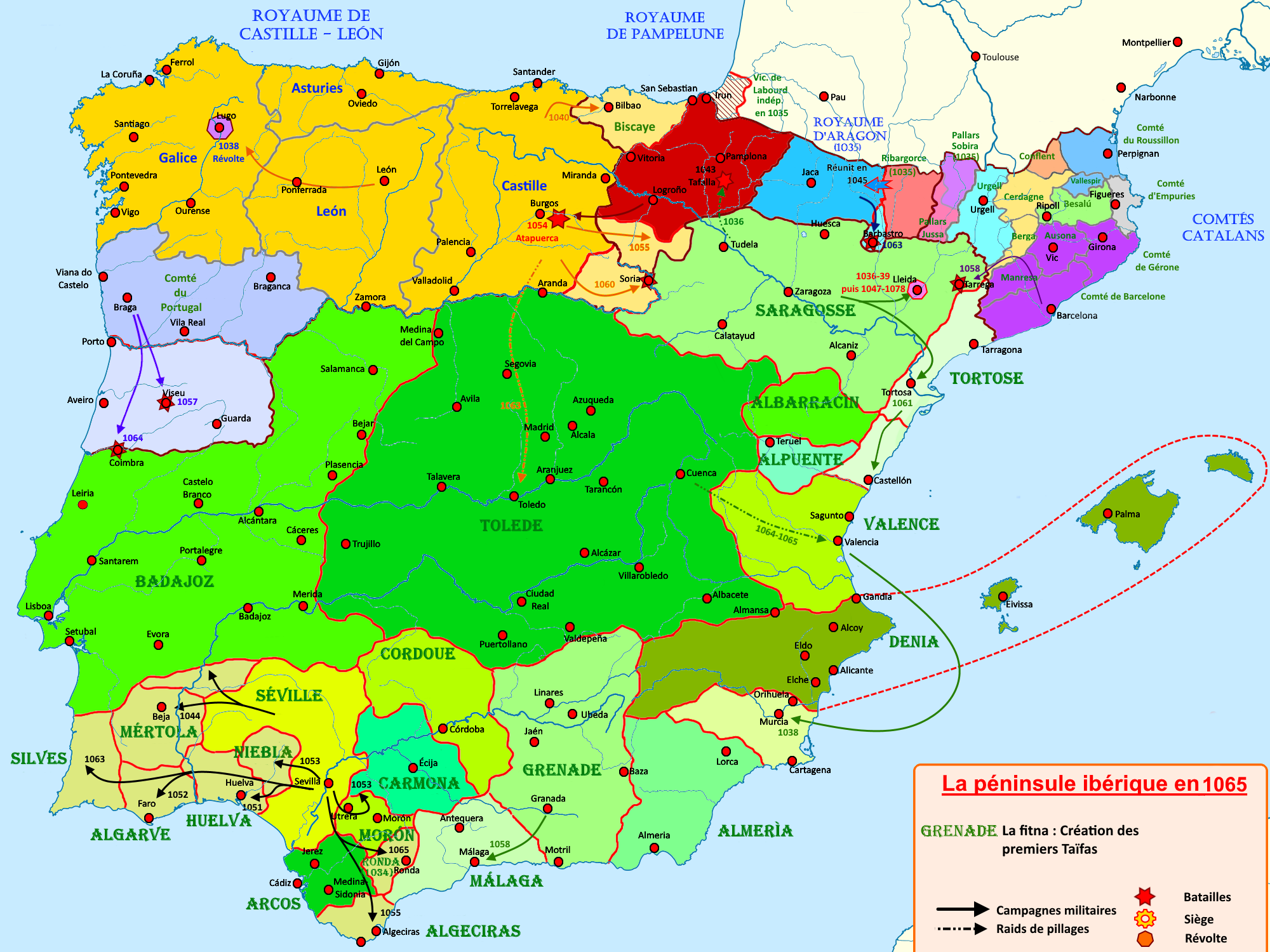
A península Ibérica em 1065

Em 1054, o Imperador Fernando Magno de Leão preparou na Terra de Campos uma campanha militar com vista a expandir para sul os territórios no ocidente peninsular, que haviam sido perdidos para os mouros. No verão do ano seguinte entrou em Portugal, tendo atravessado o Douro a partir de Zamora. Lamego foi conquistada a 29 de Novembro de 1057 após uma dura campanha, os habitantes desta vila foram escravizados e os seus bens expropriados para a restauração das igrejas locais. Seguiu-se a conquista de Viseu, a 25 de Julho de 1058, o ataque a esta cidade animado pelo espírito de retaliação em relação à morte de Afonso V durante o malogrado cerco de 1028. Até 1063 foram conquistados os castelos de Seia, Tarouca, Marialva, então chamado de Castro de São Justo, São Martinho de Mouro, Travanca e Penalva do Castelo, entre muitos outras praças.
Em 1063, o Imperador levou a cabo um grande fossado contra os reinos de Sevilha e de Badajoz, dos quais passou a receber páreas, ou tributo. Neste ano, o senhor de Tentúgal, D. Sesnando Davides, moçárabe que havia servido na Corte de Córdova, casado com a filha do último conde de Portucale, propôs a Fernando Magno a conquista da cidade de Coimbra. A expedição começou a ser preparada em Dezembro de 1063 e após uma peregrinação a Santiago de Compostela, que contou com toda a família real, foi a cidade de Coimbra atacada, a 20 de Janeiro de 1064, início de um duro cerco que se prolongaria por seis meses. 
A guarnição muçulmana resistiu com denodado esforço aos ataques cristãos.  A situação dos víveres e do abastecimento dos cristãos não era a melhor o que terá levado D. Fernando a ponderar levantar o cerco. Ao fim de seis meses, logrou abrir uma brecha nas muralhas da cidade por via de aríetes, e os governantes muçulmanos procuraram render-se em troca das suas vidas, antes que se desse o ataque final, tendo o general muçulmano inclusive entregue-se a D. Fernando com a sua família. O resto da população, porém, não aceitou render-se e continuou a resistir até que lhes faltaram os víveres e a cidade foi violentamente tomada por assalto, morrendo muitos e sido aprisionados 5000 mouros. D. Fernando entrou na cidade a 9 de Julho de 1064.Ficou da posse da cidade D. Sesnando. Governaria a região recentemente reconquistada até à morte, em 1091.  

### Primeira conquista de Santarém, Lisboa e Sintra, 1093

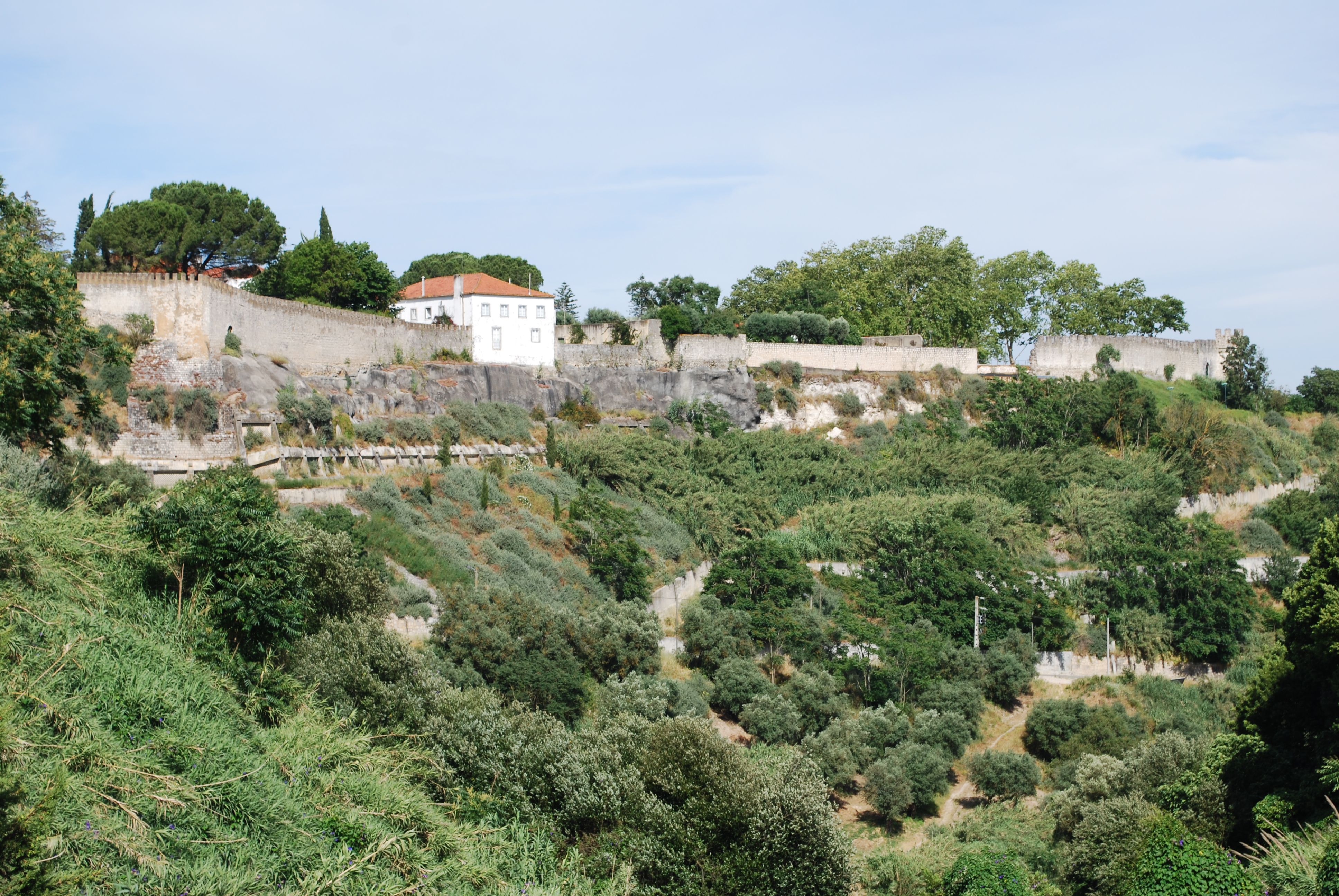
Alcáçova de Santarém

Quando em 1065 faleceu Fernando Magno de Leão, o seu reino foi repartido entre os seus filhos, tendo recaído sobre D. Garcia, o mais novo, a Galiza, Portugal e Coimbra. Seis anos mais tarde, revoltou-se contra o rei Garcia o conde Nuno Mendes, porém foi este derrotado na Batalha de Pedroso e, morto o conde, é abolido o título, perdendo assim Portugal a autonomia de que, até aí, disfrutara.
Pelo casamento com D. Urraca de Leão, herdeira do Imperador Afonso VI de Leão, em 1090 D. Raimundo de Borgonha recebeu o título de conde de Galiza e o governo de todas as terras do ocidente peninsular. Na ocasião foi afastado do governo de Coimbra o seu conde Martim Moniz de Ribadouro, moçárabe como o sogro D. Sesnando, a quem sucedera pela morte deste.
Numa altura em que o emir Almorávida Iúçufe ibne Taxufine procurava conquistar os pequenos emirados do Andaluz ou reduzi-los à sua autoridade, o emir de Badajoz ofereceu ao Imperador as cidades de Lisboa, Sintra e Santarém em troca de protecção militar.
O Imperador encontrava-se em Coimbra a 22 de Abril de 1093, tendo confirmado na ocasião os foros, ou privilégios desta cidade. Lisboa, Sintra e Santarém foram depois ocupadas entre 30 de Abril e 8 de Maio de 1093, ficando Soeiro Mendes na posse deste território como conde de Santarém, cidade escolhida para capital. Ficava Soeiro Mendes subalterno ao conde D. Raimundo, desta feita responsável pela defesa de todo o território desde a Galiza ao rio Tejo.

## Ofensivas Almorávidas, 1094-1135
A entrega de terras aos cristãos causou escândalo entre os muçulmanos e os que residiam em Santarém, Sintra e Lisboa, que não se resignaram ao domínio cristão, rapidamente apelaram estes ao emir Almorávida para que interviesse a seu favor, pouco tempo depois de Soeiro Mendes ter tomado posse da região.
Alguns meses mais tarde, ainda em 1093, o general muçulmano Seyr desembarcou na península Ibérica à testa de um poderoso exército, com ordens para reduzir ao domínio Almorávida várias cidades, entre elas, Badajoz, Lisboa, Sintra e Santarém.
Badajoz foi atacada na Primavera de 1094, o emir da cidade assassinado, juntamente com os seus filhos e a poderosa praça conquistada, antes que o D. Raimundo tenha podido intervir. O conde ainda reuniu um corpo de tropas em Coimbra com os bispos de Santiago e Lugo, e muitos cavaleiros galegos. Avançou sobre território muçulmano, porém foi derrotado em batalha e só a grande custo logrou regressar a território cristão.

### Perda de Lisboa e Sintra, 1094
Lisboa e Sintra entregaram-se aos almorávidas em 1094. Em Santarém, Soeiro Mendes, cercado pelas tropas almorávidas, resistiu energicamente até que Seyr regressou ao norte de África.

Bandeira do condado portucalense

A incapacidade mostrada por D. Raimundo frente aos almorávidas ditou a sua perda de prestígio na Corte leonesa e, em 1096, viu serem-lhe subtraídas as terras entre o rio Minho e o Mondego, para serem entregues ao seu primo, D. Henrique, feito novo conde de Portucale.  
Em 1102, o conde D. Henrique travou, com Egas Moniz, um combate contra os mouros de Lamego, que foram derrotados na Batalha de Arouca. 
Nos anos de 1108 e 1109 passou ao longo da costa ocidental ibérica o rei Sigurdo da Noruega, a caminho da Terra Santa com 60 navios e 5000 homens, naquela que ficaria conhecida como a Cruzada Norueguesa. Tendo partido no Outono de 1107, um ano depois os noruegueses invernaram na costa da Galiza mediante autorização de um senhor local mas, em faltando os víveres, pilharam o seu castelo. A caminho do Mediterrâneo subiram a Ribeira de Colares que neste tempo não se encontraria ainda assoreada e pilharam depois o castelo de Sintra ou de Colares, combateram contra os muçulmanos de Lisboa e pilharam depois Alcácer do Sal.
A 24 de Janeiro de 1110, o conde D. Henrique juntou-se ao rei Afonso I de Aragão para juntos infligirem uma derrota ao emir de Saragoça Almostaim II na Batalha de Valtierra, perto de Tudela.

### Perda de Santarém, 1111

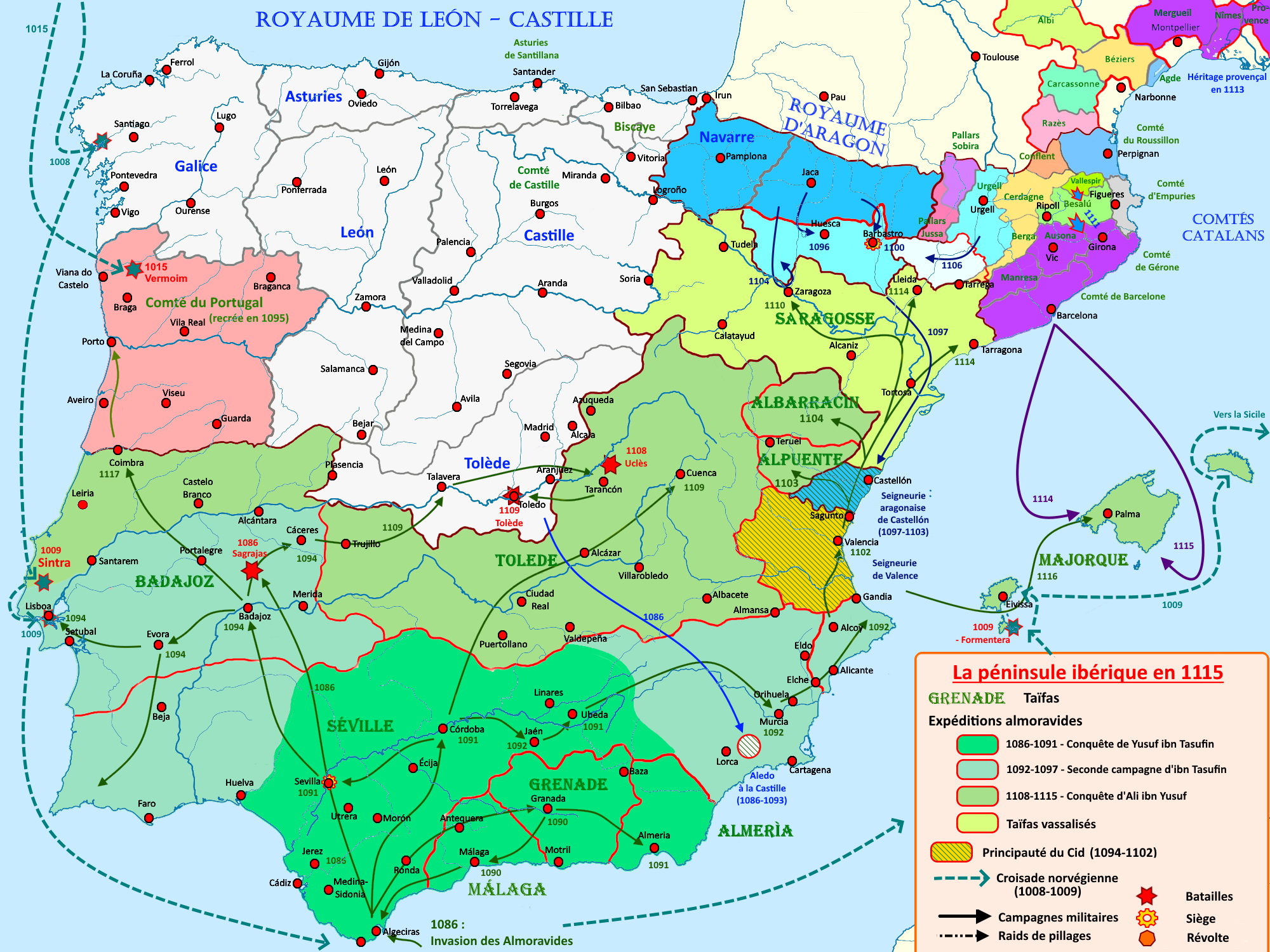
A península Ibérica em 1115

Como os almorávidas ameaçassem a fronteira sul do condado de Portugal, em 1110 o conde D. Henrique enviou para Santarém o adail Suário Fromarigues à testa de algumas tropas de reforço. Estas foram, porém, atacadas quando acamparam em Vatalandi, em local hoje desconhecido mas perto do Tejo, sendo mortos na acção Suário Fromarigues e o cavaleiro Miro Crescones.
No ano seguinte, Santarém é novamente cercada pelas tropas de Seyr. Sem forças bastantes nem promessas de socorro, a vila cai em poder dos almorávidas e o condado é extinto.
Em 1112 faleceu o conde D. Henrique, assumindo a regência do condado Portucalense a sua mulher D. Teresa, durante a menoridade do seu filho Afonso Henriques.

### Campanhas Almorávidas, 1116-1117

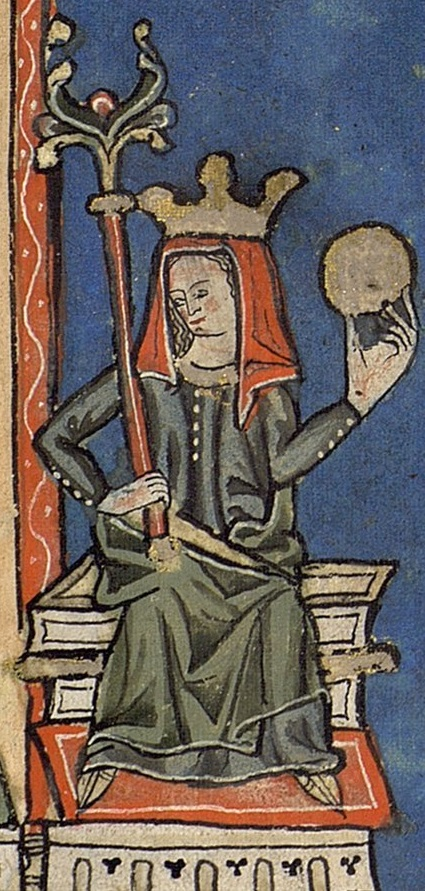
A condessa-regente D. Teresa

Novos ataques almorávidas já se esperavam desde antes da morte do conde D. Henrique mas só em 1116 é que um exército almorávida, comandado por Abd al-Malik avançou sobre a região Coimbra. Os almorávidas massacraram a guarnição do castelo de Miranda da Beira e capturaram a de Santa Eulália, cujo alcaide, Diogo Galinha, foi aprisionado. Os habitantes de Soure abandonaram o seu castelo e recolheram-se a Coimbra. Os arrabaldes desta cidade foram então atacados e destruídos, tendo os almorávidas partido depois para sul.
Neste mesmo ano os almorávidas conquistaram também a última taifa independente da península Ibérica, em Maiorca, ficando assim todo o Andaluz sob o seu poder.
Coimbra foi novamente atacada em 1117 pelo emir almorávida em pessoa, Ali Ben Iusuf, à testa de um grande exército que incluía tanto africanos como andaluzes, "tantos como os grãos da areia do mar", escreveu-se. Desta vez, os almorávidas desembarcaram em Montemor-o-Velho e dali prosseguiram para Coimbra, cujos arrabaldes alcançaram e puseram a saque, matando e capturando pessoas. Refugiaram-se novamente os portugueses entre as muralhas da cidade, onde a esta altura se encontrava também a condessa D. Teresa.
Os almorávidas submeteram Coimbra a assaltos diários a partir de finais de Junho, mas não conseguiram tomar a cidade amuralhada. Ao cabo de 20 dias, em inícios de Julho, o emir Ali Ben Iusuf retirou-se para Sevilha. Manter Coimbra em terra hostil ter-se-ia revelado difícil aos almorávidas.
Muitos milhares faleceram no ataque. O cerco de Coimbra marcou o auge do poder almorávida na Península Ibérica. Não obstante, os muçulmanos continuaram a atacar a região de Coimbra nas décadas que se seguiram, visando as aldeias, as colheitas e os camponeses em razias que se sucediam todos os anos, na Primavera e Verão.

Cruz da Ordem do Templo

Em 1128, dá-se a fixação dos templários em território português, tendo a D. Teresa doado à Ordem o castelo de Soure, erguido na segunda metade do séc. XI por D. Sesnando Davides, perto de Coimbra, na estrada que ligava esta cidade a Lisboa.

## Conquista definitiva da Estremadura, 1135-1148
Após a Batalha de São Mamede em 1128, D. Afonso Henriques assumiu o governo do condado Portucalense. De forma a defender a região de Coimbra dos ataques que todos anos os almorávidas dirigiam à região, na Primavera e Verão, em 1135 Afonso Henriques fundou o castelo de Leiria, em terra erma na estrada a meio caminho entre Santarém e Coimbra. Ficou por alcaide de Leiria o célebre guerreiro D. Paio Guterres e a sua guarnição tinha por função não só defender os acessos a Coimbra como atacar o território de Santarém, raziando campos, cativando pessoas e emboscando caravanas, até que a cidade estivesse suficientemente enfraquecida para ser tomada de assalto. A fundação de Leiria foi o primeiro acto bélico de D. Afonso Henriques dirigido aos mouros e seguia uma tendência geral entre os reinos cristãos para abandonar a defensiva e tomarem a ofensiva contra os muçulmanos, assim como em 1132 já haviam começado a fazer os leoneses.
No ano seguinte à conquista de Leiria, D. Afonso Henriques conquistou Abdegas, actual Ourém.
Tão eficazes foram os ataques que D. Paio Guterres lançou contra o termo de Santarém que, em 1137 o castelo de Leiria foi atacado, tomado e arrasado, morrendo mais de 200 homens, entre peões e cavaleiros. Paio Guterres, porém, logrou evadir-se. Leiria foi mais tarde reocupada pelos portugueses.

### A Batalha de Ourique, 1139

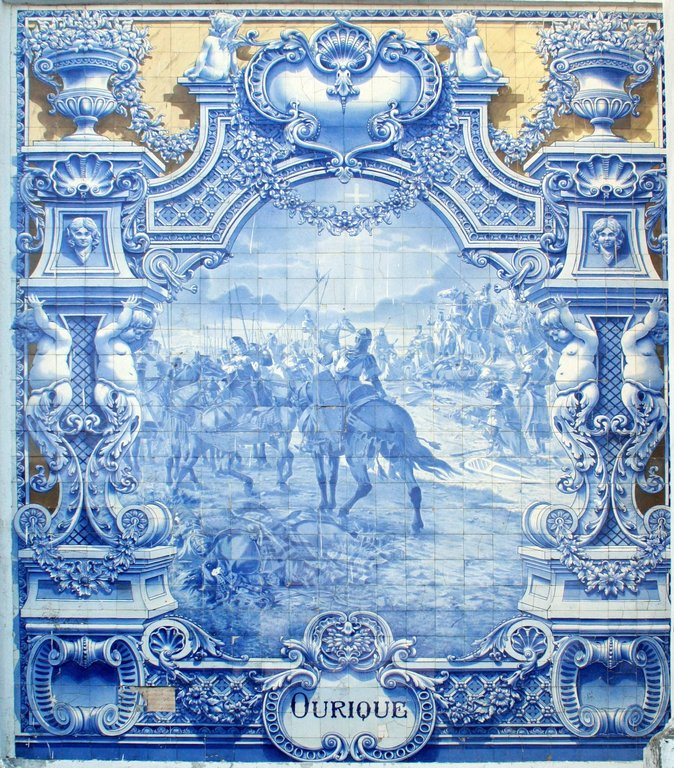
Painel de azulejos alusivo à Batalha de Ourique

Firmadas as Pazes de Tui com o Imperador Afonso VII de Leão seu primo, o rei português levou a cabo um grande fossado em terras andaluzes. O momento fora bem escolhido, pois neste ano os leoneses cercaram Oreja e os almorávidas haviam desguarnecido os seus castelos do ocidente peninsular para acorrer ao castelo sitiado. Assim, pouca resistência terá sido oposta ao rei português.
Os portugueses contabilizariam cerca de 800 a 1000 cavaleiros e 1600 a 2000 peões, entre lanceiros e besteiros. De regresso, foram interceptados no Baixo Alentejo por um exército muçulmano comandado por "Esmar", provavelmente o governador de Córdova Maomé Azubair ibne Omar. Este chamara a si as guarnições de Beja, Badajoz, Évora, Sevilha e Elvas, formando ao todo uma hoste relativamente numerosa.
Ao tentarem atacar o acampamento português, erigido sobre um outeiro, saíram estes ao seu encontro, divididos entre vanguarda, rectaguarda e duas alas, e desbarataram-nos com uma carga de cavalaria pesada.
No dia em que se deu a Batalha de Ourique, D. Afonso Henrique foi aclamado rei pelos seus homens à antiga moda germânica, sendo erguido no seu escudo. Passaria doravante a assinar como "rex".

### Batalha de Trancoso, 1140

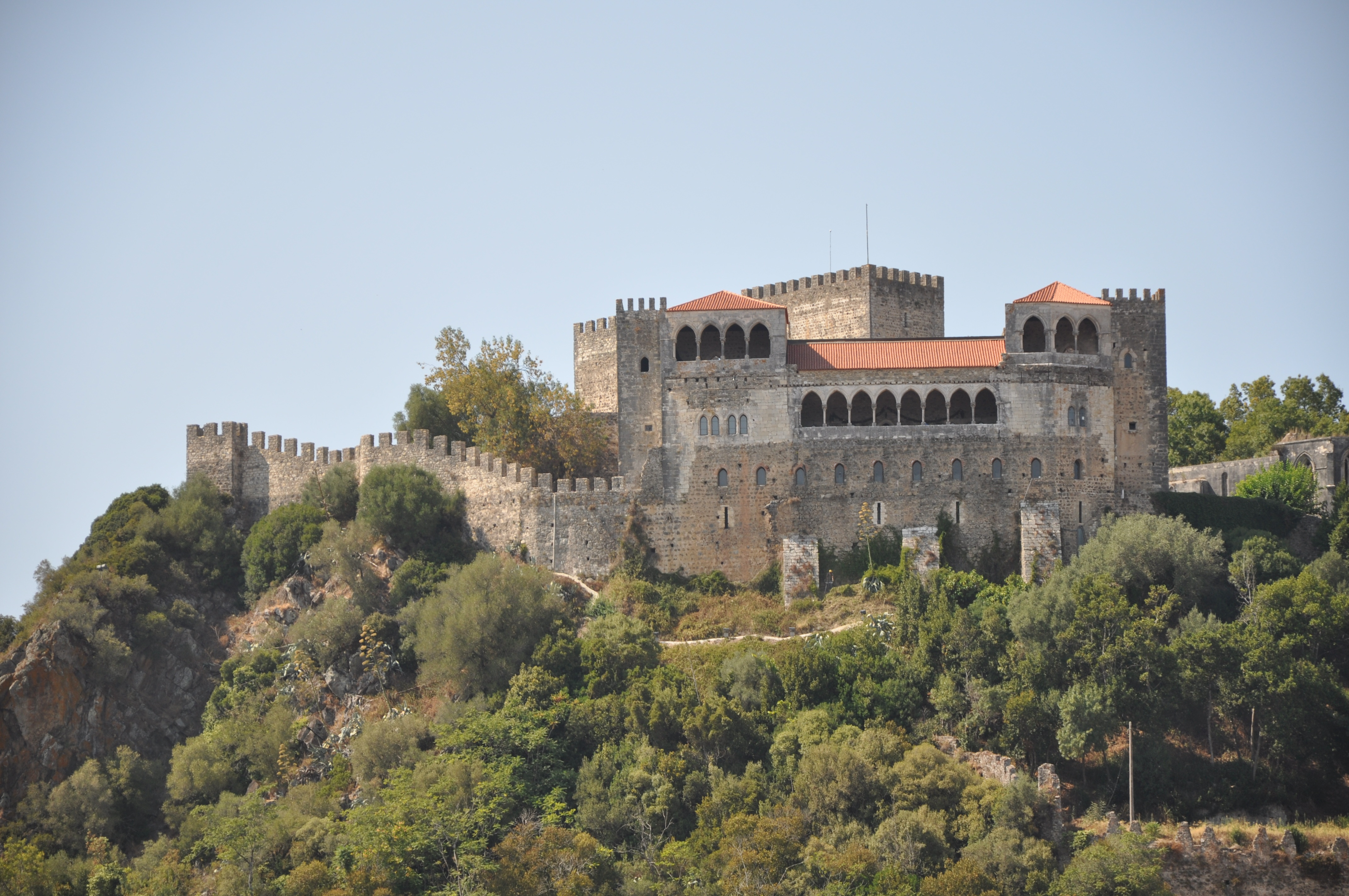
O castelo de Leiria

Após a Batalha de Ourique, "Esmar" reagrupou as suas tropas em Santarém em preparação para um ataque de desforra. Leiria foi novamente atacada e arrasada, morrendo parte da guarnição no ataque e sendo cativado o alcaide D. Paio Guterres. Embrenharam-se então os cavaleiros muçulmanos por território português até Trancoso, que saquearam.
Assinada a paz com o rei D. Afonso VII de Leão após a Batalha de Arcos de Valdevez, D. Afonso Henriques partiu para sul, atravessou o Douro perto de Lamego e levou a cabo uma cavalgada contra os mouros ainda em Trancoso, que desbaratou em dois recontros. De regresso desta jornada, fundou o Mosteiro de Tarouca.

### Primeira tentativa de conquista de Lisboa, 1142
Uma frota de cruzados norte-europeus, maioritariamente ingleses de normandos, de Southampton e Hastings, aportaram a Gaia, desviados para ali do seu percurso em direcção à Terra Santa devido ao mau-tempo. Logrou o rei português convencê-los a prestarem o seu auxílio numa ousada campanha contra Lisboa, a principal cidade da região, cujo domínio render-lhe-ia todo o território da Extremadura de uma só assentada. 
A frota cruzada deu entrada no Tejo e conjuntamente com os portugueses atacaram a cidade de Lisboa, porém o assédio teve de ser abandonado devido a desentendimentos entre D. Afonso Henriques e os norte-europeus.

### Destruição de Soure, 1144.

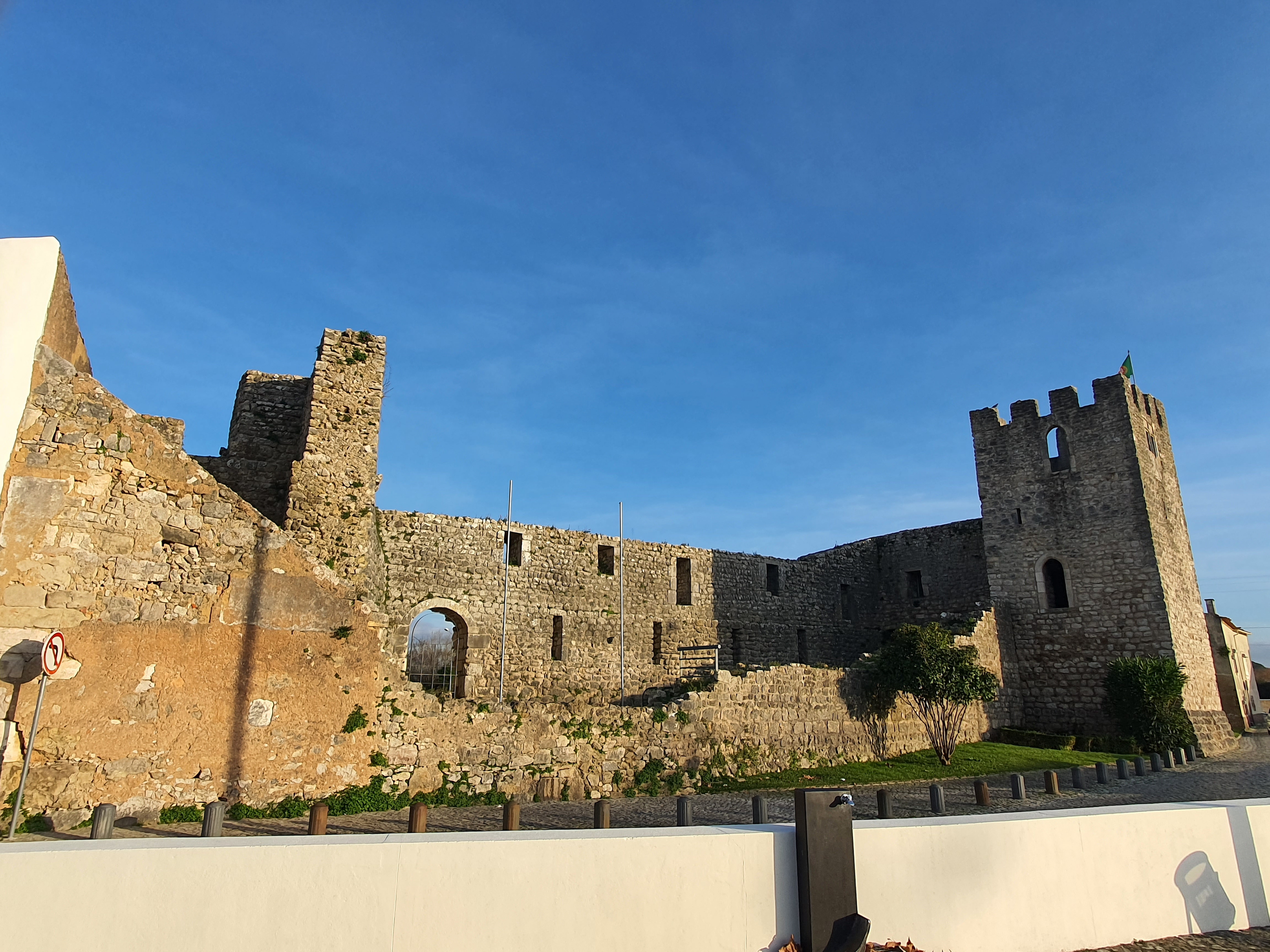
O castelo de Soure

Provavelmente de regresso a Coimbra do seu ataque falhado a Lisboa, D. Afonso Henriques refundou o castelo de Leiria, primeiro passo na reconquista de toda a Estremadura até ao Tejo. 
Em 1143 é selada a paz com Leão, a norte, mediante o Tratado de Zamora, assegurando assim a segurança da fronteira nortenha. Em 1144, os almorávidas, saídos de Santarém e comandados pelo alcaide Abu Zacaria pilham o castelo templário de Soure, cujos defensores são aprisionados.

### A Revolta dos Muridines, 1144-1445

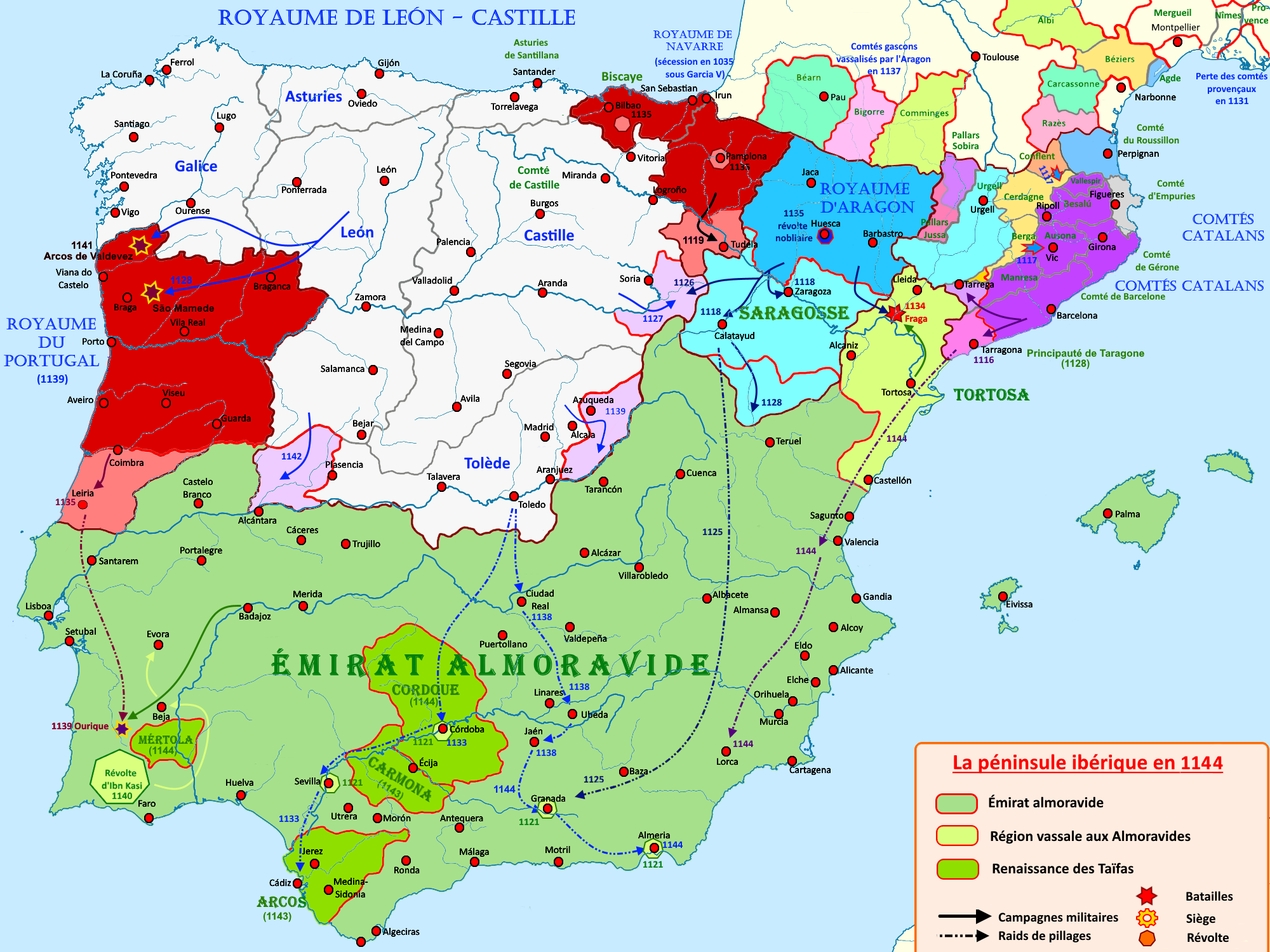
A península Ibérica em 1144

O poder almorávida na Península Ibérica começou a desmoronar-se em 1144, quando os muridines ("discípulos") encetaram uma grande revolta no Gharb, liderada pelo místico sufi ibne Cassi. Ibne Cassi era um milenarista e radical anti-almorávida, que havia abandonado uma vida de luxo e cujos escritos exibem fortes tendências esoteristas Ismaelistas. É provável que a sua revolta se deva a uma complexa mistura de teologia almóada, reivindicações messiânicas, uma ideia espiritualista do Islão e não só a perturbadora riqueza dos ulemás como o rigorismo pedante dos juristas islâmicos maliquistas, favorecidos pelos almorávidas. Conquistou Mértola com a ajuda de ibne Alcabila e 70 muridines em 1144. Com a ajuda do governador de Évora ibne Uazir e de Maomé ibne Almondir, ibne Cassi apoderou-se de Silves, Évora, Beja, Huelva, Niebla e organizou dois ataques contra Sevilha e Córdoba, estes fracassados.

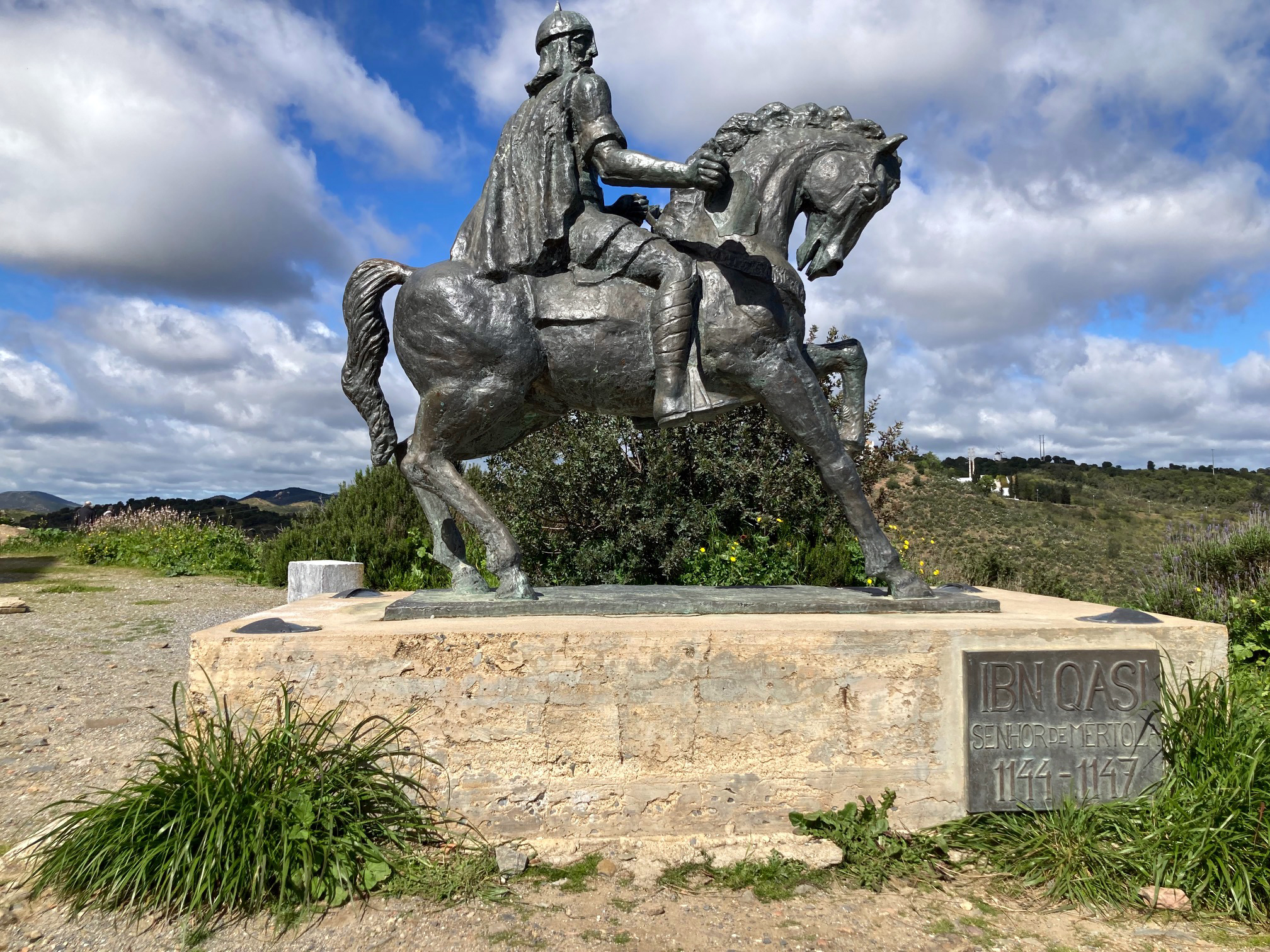
Estátua dedicada a ibne Cassi, em Mértola

Os muridines dividiram-se em 1145. Ibne Cassi apelou a D. Afonso Henriques, que transpôs o Tejo à cabeça das suas tropas e reuniu-se com ibne Cassi para devastarem em conjunto os territórios de Beja e Mérida mas foram a breve trecho obrigados a retirar-se pelas tropas dos alcaides Sidrai ibne Uazir e Almondir. Ibne Uazir depôs ibne Cassi. Este juntou-se aos almóadas, que o colocaram depois a governar Silves. Ainda em 1145, foi concedido aos Templários o castelo de Longroiva pela irmã de Afonso Henriques, Sancha Henriques, e pelo seu marido Fernão Mendes II de Bragança, o Bravo.  A revolta dos muridines enfraqueceu em grande medida a capacidade dos almorávidas de responder a ameaças externas, indirectamente ajudando os cristãos.
Isolados do resto do Andaluz devido à revolta que se sucedia no Gharb, após a devastação causada pelos portugueses em Beja e Mérida os habitantes de Santarém, Lisboa e outros lugares de menor dimensão pediram tréguas a D. Afonso Henriques. O rei português aceitou para tratar de questões internas.

### Conquista definitiva de Santarém, 1147

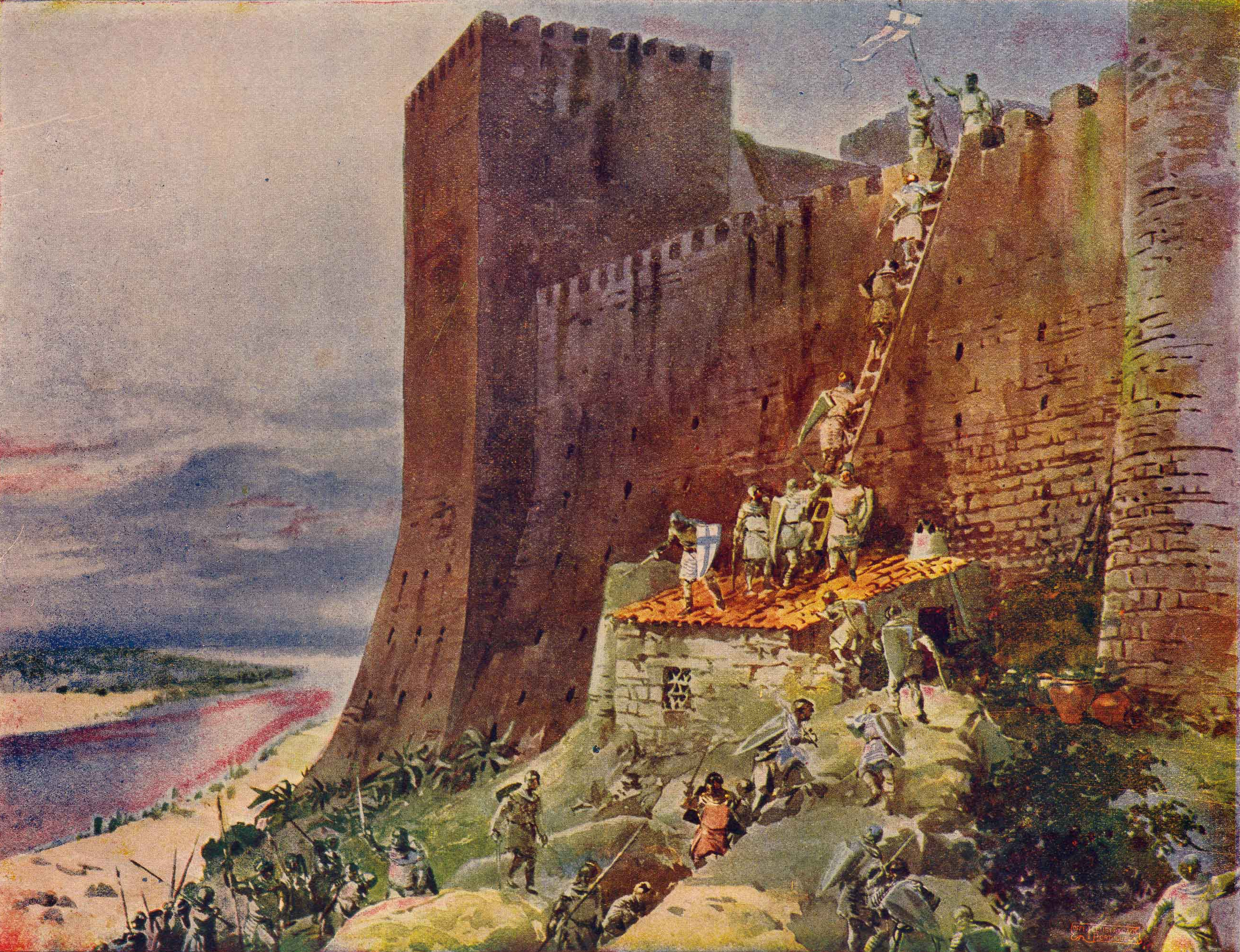
A Conquista de Santarém

A pretexto de falar com os templários capturados em Soure, D. Afonso Henriques envia Mem Ramires, que sabia falar árabe, a Santarém para espiar as suas defesas. O momento para a tomada de Santarém foi bem escolhido pois a esta altura o império almorávide encontrava-se em processo de desintegração devido a graves revoltas internas, sobretudo contra os almóadas.
A 10 de Março, o rei parte de Coimbra com 250 homens, entre cavaleiros templários ou peões e ao fim de cinco dias de marcha, feita sempre pela noite e por caminhos secundários, armam um acampamento em Pernes. Pela alvorada, as muralhas de Santarém foram escaladas por um pequeno grupo liderado por Mem Ramires, que depois abriram as portas ao rei e aos seus homens que de fora esperavam, caindo assim a cidade em poder português.

### Conquista definitiva de Lisboa, 1147

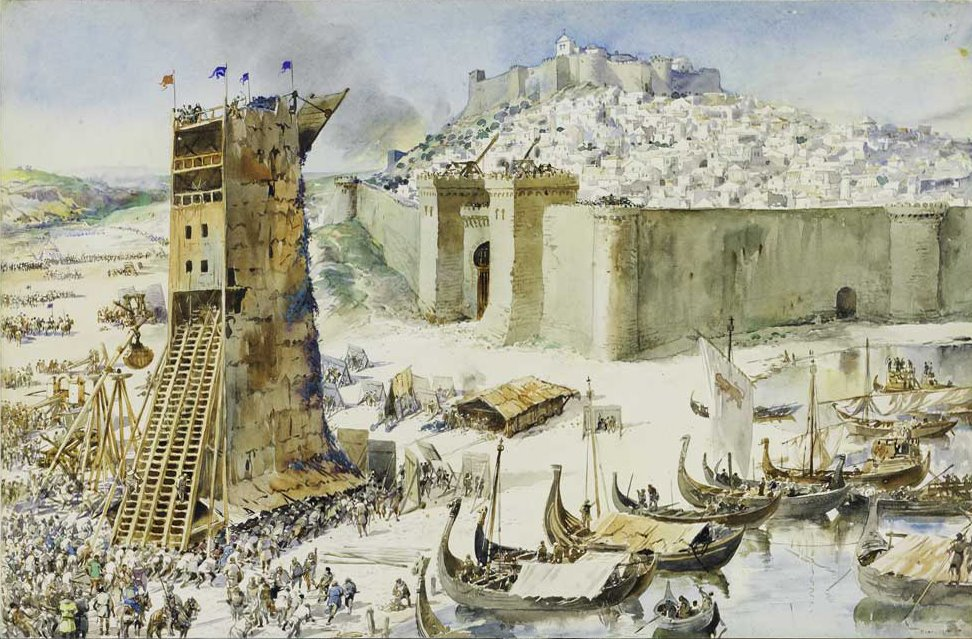
O Cerco de Lisboa, ilustrado por Roque Gameiro

Após a queda de Edessa, o Papa Eugénio III convocou uma nova cruzada e é neste contexto que, a 16 de Junho, arriba ao porto uma grande frota de cruzados perfazendo 164 navios, a caminho do médio oriente. O bispo do Porto Pedro II Pitões recebeu-os e convenceu-os a participar no projectado cerco a Lisboa.

A hoste de D. Afonso Henriques partiu de Coimbra a 6 de Junho e quando a frota cruzada deu entrada no Tejo a 28 de Junho, já os portugueses haviam assentado arraiais no Monte de S. Gens, onde é hoje o Miradouro da Senhora do Monte.  Acompanhavam o rei algumas das mais distintas figuras da nobreza como Fernão Mendes II de Bragança ou Fernão Peres Cativo, bem como outros mais modestos, como Martim Moniz, que faleceria no decurso do assédio. Os portugueses deviam contabilizar cerca de 3000 indivíduos, ao passo que os cruzados totalizariam entre 10,000 a 13,000 homens.

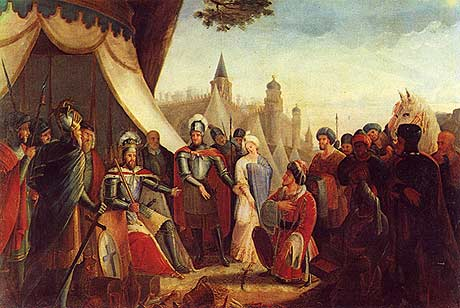
Rendição de Lisboa, pintura oitocentista por Joaquim Rodrigues Braga

A 29 de Junho deu-se o encontro entre o rei e os principais chefes cruzados, para serem acordados os termos da conquista bem como a partilha dos despojos, tendo ficado acordado que os cruzados teriam direito ao saque, prisioneiros, resgates e privilégios comerciais, ao passo que para o rei reverteria a posse da cidade com as suas casas e propriedades, para serem repartidas como prémio aos participantes do cerco que quisessem depois instalar-se em Lisboa.
Os muçulmanos recusam uma oferta para se renderem pacificamente. Os ingleses e normandos assentaram o seu arraial a ocidente da cidade, enquanto os alemães e flamengos escolheram o local onde hoje se ergue o Mosteiro de São Vicente de Fora. Seguiu-se um duro assédio, em que os arrabaldes fora das muralhas foram violentamente tomados, utilizados trabucos, minas subterrâneas e uma grande torre móvel até que os defensores muçulmanos, afectados pela fome e peste devido à falta de espaço dentro das muralhas para sepultar os mortos, pediram a rendição, ao fim de três meses e 20 dias. A 25 de Outubro deu-se a entrada solene do rei na cidade.
Conquistada Lisboa, rendeu-se o castelo de Sintra, bem como o de Vila Franca de Xira, Povos e Arruda.

### Conquista do Oeste, 1148

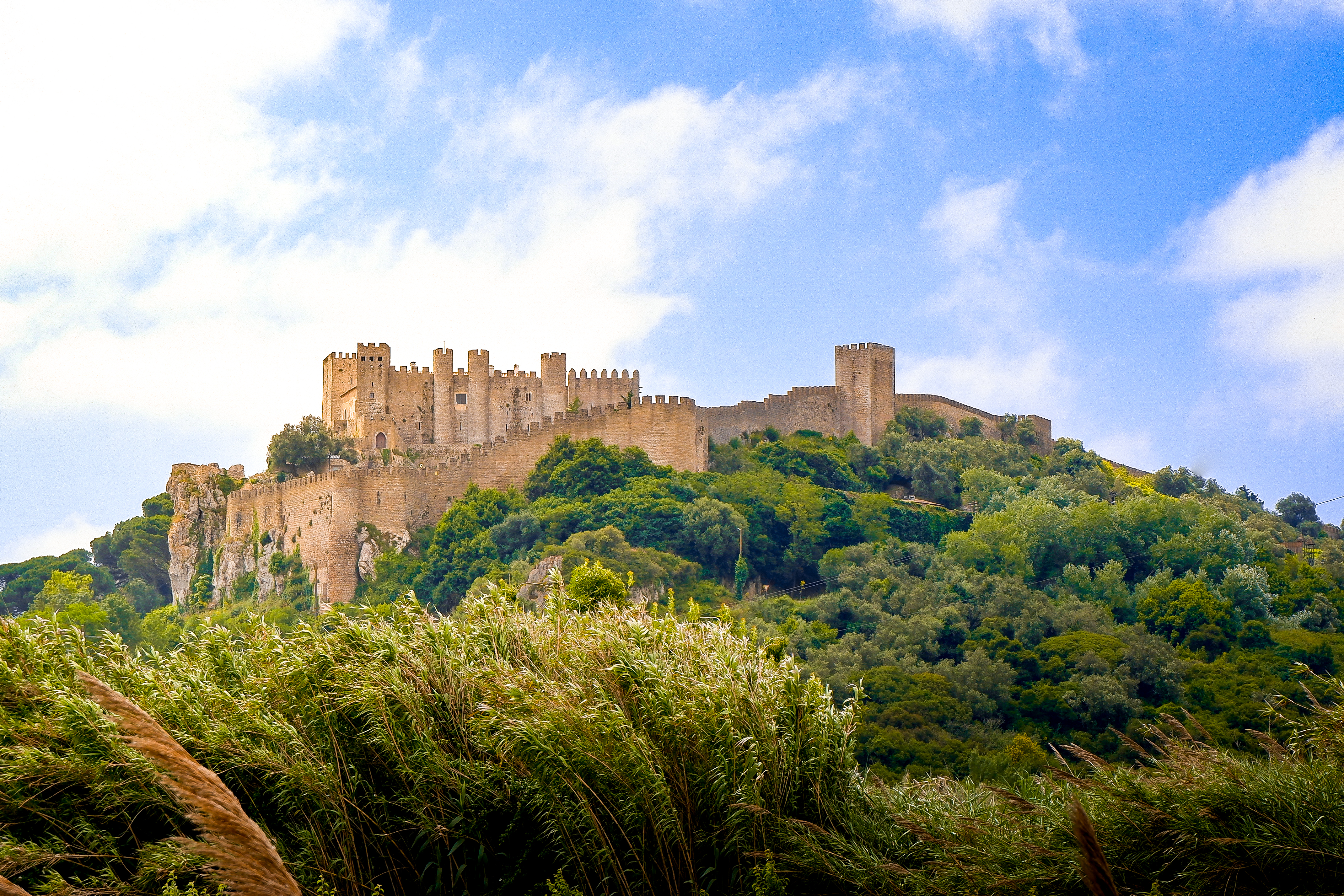
O castelo de óbidos

Menos de três meses após a conquista de Lisboa, Óbidos foi tomada por escalada durante a noite, por um grupo de homens liderados por Gonçalo Mendes da Maia, o Lidador, a 10 de Janeiro de 1148. Neste ano foram também conquistados pelas forças de D. Afonso Henriques os castelos de Torres Novas, Porto de Mós (ficando como alcaide o célebre D. Fuas Roupinho) Alenquer, a 24 de Junho, ao fim de um cerco de dois meses e Torres Vedras, a 15 de Agosto. O castelo de Torres Vedras dispunha de fortes muralhas e opôs forte resistência aos portugueses mas quando foi tomado à força todos os seus ocupantes que não tenham conseguido fugir foram massacrados. A 8 de Dezembro foi conquistada Abrantes.

## Disputa pelo Alentejo, 1147-1191

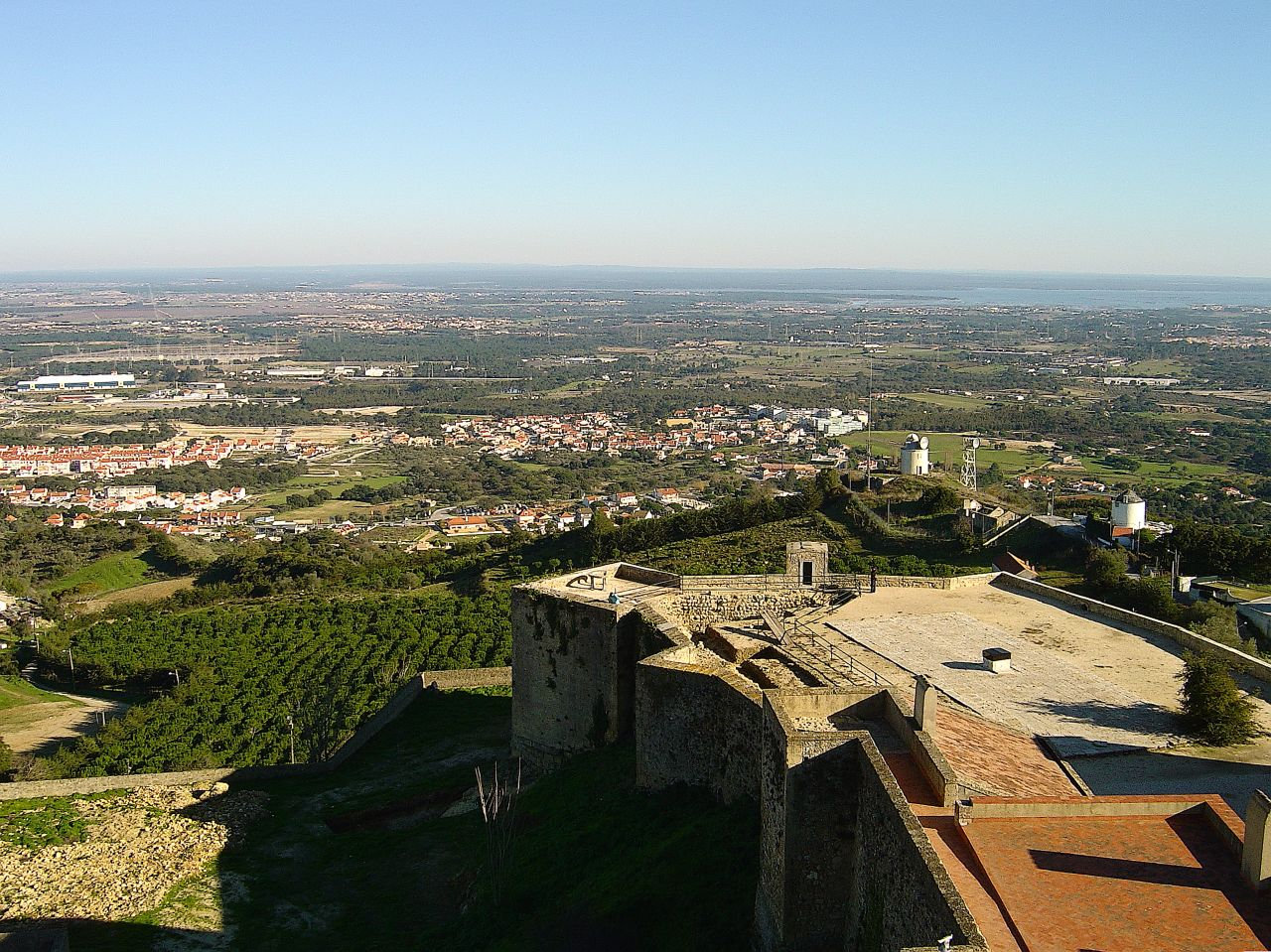
Vista dominante do Castelo de Palmela em direcção a sul

Os primeiros passos além do Tejo foram dados quando Almada foi conquistada ainda durante o cerco a Lisboa, ao passo que Palmela foi abandonada pela sua guarnição quando a cidade lisboeta caiu na posse do rei português. O Alentejo seria um palco de contendas entre portugueses e muçulmanos durante 91 anos. 
Em 1151, ibne Cassi revoltou-se contra os almóadas em Silves e procurou a protecção do rei português. Quando este pacto veio a público foi assassinado por um grupo de dissidentes e decapitado.

D. Afonso Henriques tentou em 1151 escalar Alcácer do Sal em pessoa à cabeça dos seus homens de surpresa como fizera em Santarém porém os portugueses foram rechaçados e o rei ferido, pelo que regressou a Lisboa. Passados três anos de paz, em 1154 Alcácer do Sal foi novamente cercada em peso por D. Afonso Henriques com o apoio de uma frota de cruzados, comandados pelo conde Teodorico de Alsácia, porém o castelo resistiu. Terceira tentativa contra Alcácer foi feita em 1157 quando escala em Lisboa nova frota de cruzados do Mar do Norte a caminho da Síria mas uma vez mais foram os cristãos obrigados a retroceder. Em Abril de 1158 Alcácer do Sal é novamente cercada e passados sessenta dias a cidade cai em poder de D. Afonso Henriques. Com a queda de Alcácer do Sal, cai também em mãos dos portugueses a "vila do mouro Cacém", hoje Santiago do Cacém. 

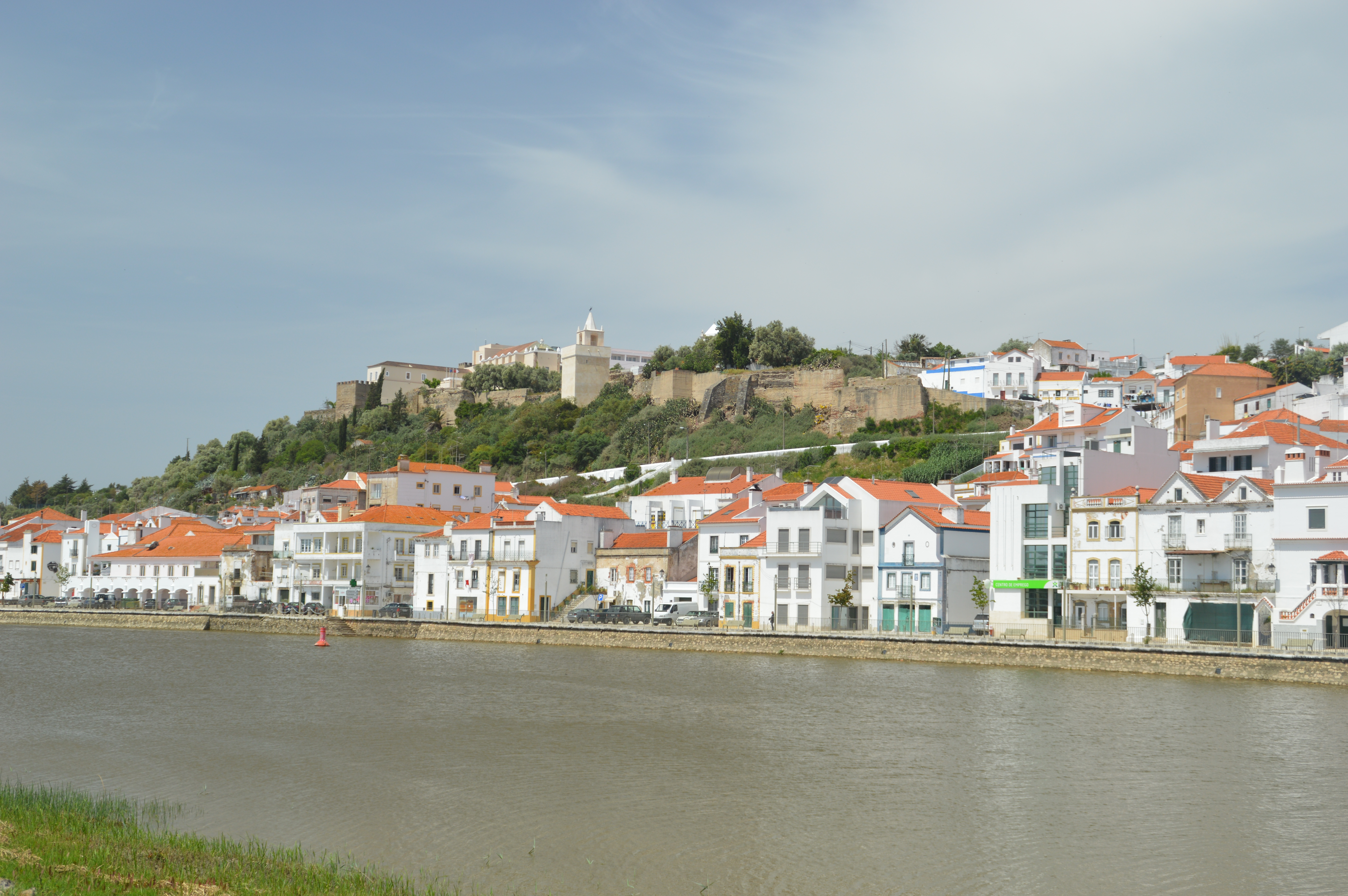
O castelo de Alcácer do Sal

Em Dezembro de 1159 Beja foi tomada.

### A Primeira invasão Almóada
O califa almóada Abd al-Mu'min concluiu a conquista do Magrebe oriental em 1160 e, em finais deste ano atravessou o Estreito de Gibraltar à testa de um grande exército de 18,000 homens. Informado das conquistas de D. Afonso Henriques a sul do Tejo, enviou para o ocidente peninsular um destacamento comandado por Abu Maomé Abedalá ibne Hafes ou Benafece.
Em 1161 dá-se uma batalha campal nos arredores de Alcácer do Sal entre os almóadas chefiados por Benafece e os portugueses, que foram derrotados. Beja foi abandonada e todas as conquistas a sul do Tejo, menos Alcácer do Sal, foram perdidas para os almóadas.

### Entrada em cena de Geraldo Sem-Pavor
O Califa almóada regressou ao norte de África com as suas tropas e Beja foi novamente conquistada num ataque nocturno a 30 de Novembro de 1162, em pleno inverno, por cavaleiros-vilãos de Santarém comandados por Fernando Gonçalves.

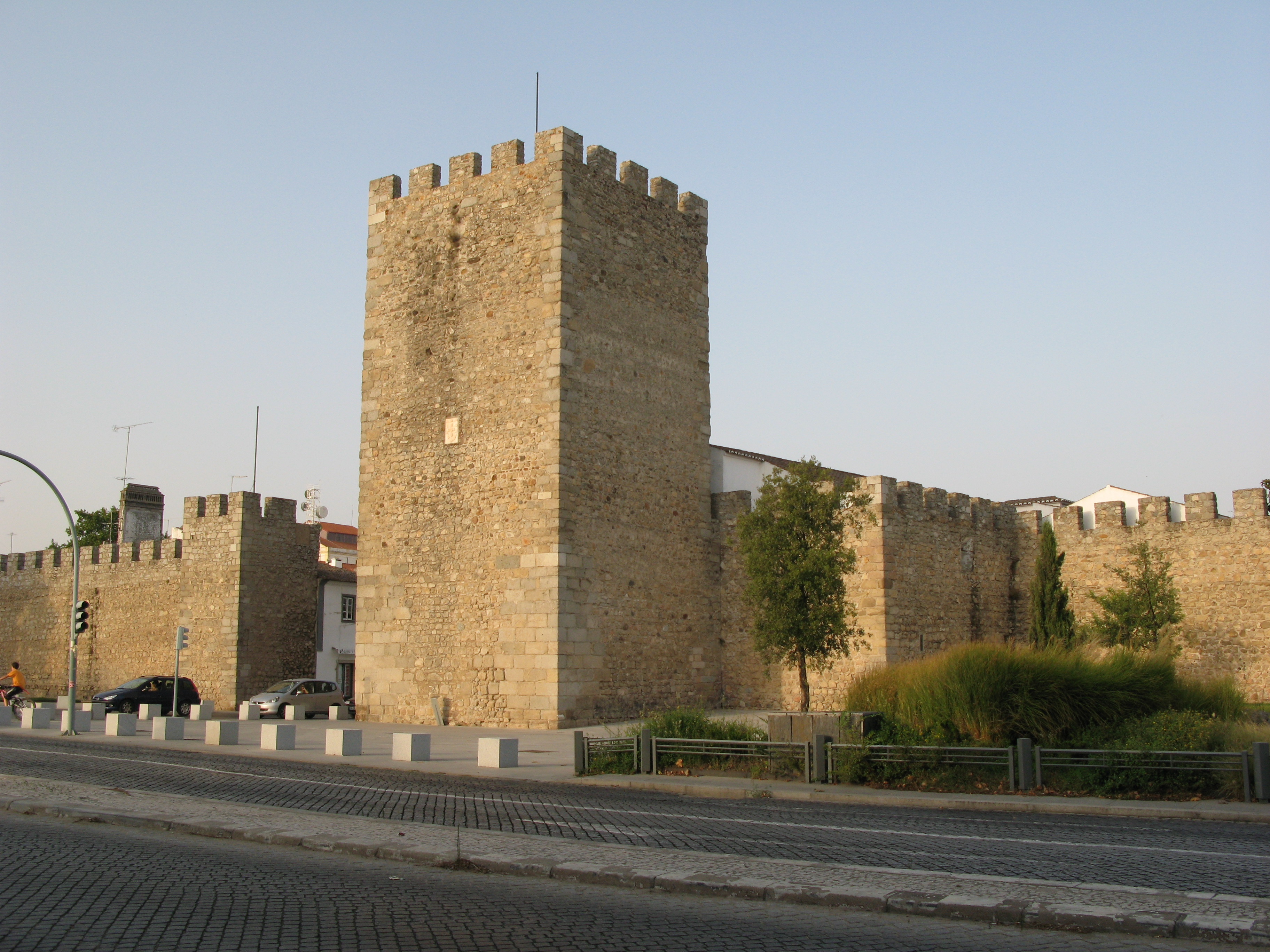
As muralhas de Évora

Em 1165, Sesimbra foi tomada à força por Afonso Henriques, por lhe ter constado que a vila se encontrava falha de gente. Conquistada Sesimbra, acorreu ao local o governador almóada de Badajoz com um corpo de tropas a recuperá-la, porém foi desbaratado na Batalha de Palmela, e esta vila rendeu-se depois ainda neste mesmo ano. Ainda em 1165, Geraldo Geraldes, o Sem Pavor, tomou Évora pela noite, cidade depois oferecida a D. Afonso Henriques, que o nomeia alcaide da mesma. 

No ano seguinte Geraldo Sem Pavor toma Trujilho e Cáceres, em Janeiro, Montánchez, Alconchel, Serpa e Juromenha, esta torna-se base de ataque à cidade de Badajoz. No mesmo ano, estabeleceram-se em Évora uma nova Ordem de freires cavaleiros mas, por não ser autorizada pelo Papa foi integrada na Ordem de Calatrava. D. Afonso Henriques conquistou neste ano Coruche, Arronches, Elvas, e Odemira, esta por via de um ataque anfíbio surpresa, subindo mansamente o rio Mira; no ataque depararam-se com fraca resistência.

A cruz da Ordem de Calatrava, mais tarde conhecida em Portugal como Ordem de Aviz

O pérfido galego Afonso Henriques, senhor de Coimbra - o maldito de Deus! - conhecia bem a valentia do cão do Giraldo. O pensamento constante deste era tomar à traição as cidades e os castelos, só com a sua gente: ele tinha os muçulmanos da fronteira com o terror das suas armas. Este cão procedia assim: avançava, sem ser apercebido, na noite chuvosa, escura, tenebrosa e, insensível ao vento e à neve, ia contra as cidades inimigas. Para isso levava escadas de madeira de grande comprimento, de modo que com elas subisse acima das muralhas da cidade que procurava surpreender; e quando a vigia muçulmana dormia, encostava as escadas à muralha e era o primeiro a subir ao castelo. E empolgando a vigia dizia-lhe:
- Grita como tens por costume de noite que não há novidade! 

E então os seus homens de armas subiam acima dos muros da cidade, davam na sua língua um grito imenso e execrando, penetravam na cidade, matavam quantos encontravam, despojavam-nos e levavam todos os cativos e presa que estavam nela.
Em 1167 foi conquistada Monsaraz por homens de Geraldo Sem Pavor que partiram de Évora, ao passo que o castelo de Noudar foi tomado por Gonçalo Mendes da Maia.

### O Cerco de Badajoz, 1169

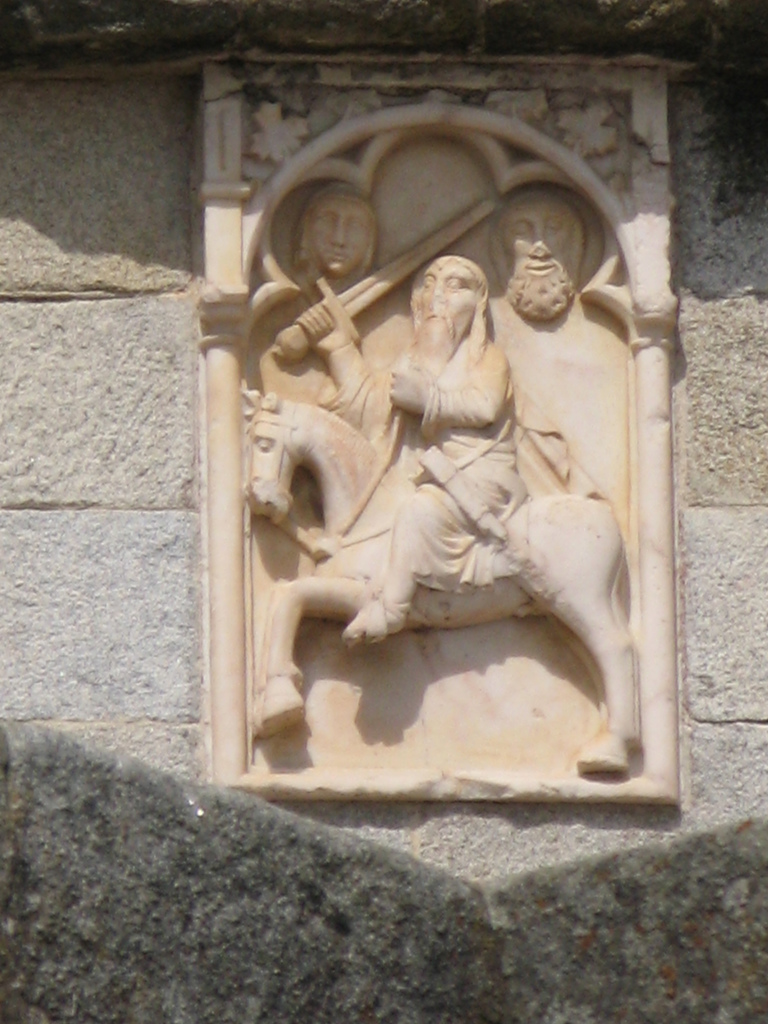
Geraldo Sem-Pavor representado no brasão de Évora, na sé da cidade

Badajoz era uma das mais importantes fortalezas almóadas no Andaluz e pagava tributo ao rei de Leão. Devido a constantes ataques, razias, e conflitos civis, os arredores de Badajoz encontravam-se, por então, despovoados.
Em 1167 estalou a guerra entre Portugal e Leão e na Primavera de 1169, Badajoz foi atacada por Geraldo Sem-Pavor e os seus homens, que as muralhas exteriores escalaram e a medina ocuparam. A guarnição, porém, recuou para a alta alcáçova, imponente cidadela que os homens de Geraldo Geraldes se revelaram incapazes de tomar, pelo que pediram auxílio a D. Afonso Henriques.
A hoste de Afonso Henriques instalou-se na medina mas os defensores de Badajoz, encurralados na alcáçova foram, no entanto, socorridos a tempo não pelo califa almóada, mas pelo rei de Leão. Quando D. Afonso Henriques passou pela porta da cidade, a cavalo, partiu a perna ao bater contra um dos ferrolhos, sendo depois capturado pelos leoneses, em Caia.
O rei de Leão tratou o seu homólogo português com cortesia mas ainda assim D. Afonso Henriques teve de pagar um avultado resgate e prescindir de territórios na Galiza em troca da liberdade, que lhe foi concedida ao fim de dois meses. Embora tenha passado algum tempo nas Termas de São Pedro do Sul a recuperar, nunca mais pôde montar a cavalo. 
Geraldo Sem-Pavor foi também capturado e viu-se obrigado a prescindir dos castelos Trujillo, Montanchez, Santa Cruz and Monfrague, em troca de liberdade. Ainda em 1169 D. Afonso Henriques doou aos templários as terras nas quais foram construídos ou reconstruídos o castelo de Cardiga, na actual Quinta da Cardiga, junto ao Tejo, e o castelo do Zêzere.

### Ataques Almóadas, 1170-1173
O desastre de Badajoz em 1169 não quebrou o ânimo aos portugueses. Poucos meses mais tarde, Geraldo Sem-Pavor retomou os ataques contra a região de Badajoz e logrou atrair a sua guarnição para uma armadilha por via de um ataque fingido. A 15 Em maio de 1170 capturou uma grande caravana almóada de mantimentos enviados a aliviar a fome em Badajoz. Como D. Afonso encontrava-se agora incapaz de cavalgar ou de liderar a sua hoste em campanha, o príncipe Sancho foi armado cavaleiro na Igreja de Santa Cruz em Coimbra, a 15 de agosto de 1170. Algumas semanas depois, em Setembro, o príncipe liderou um novo cerco contra Badajoz, agora gravemente enfraquecida, mas a cidade foi uma vez mais socorrida a tempo, agora não só pelas forças leonesas, mas também por um exército almóada, comandado por Abu Hafes Omar ibnne Iáia Alintati. Os portugueses retiraram-se em boa ordem, em Outubro ou inícios de Novembro.

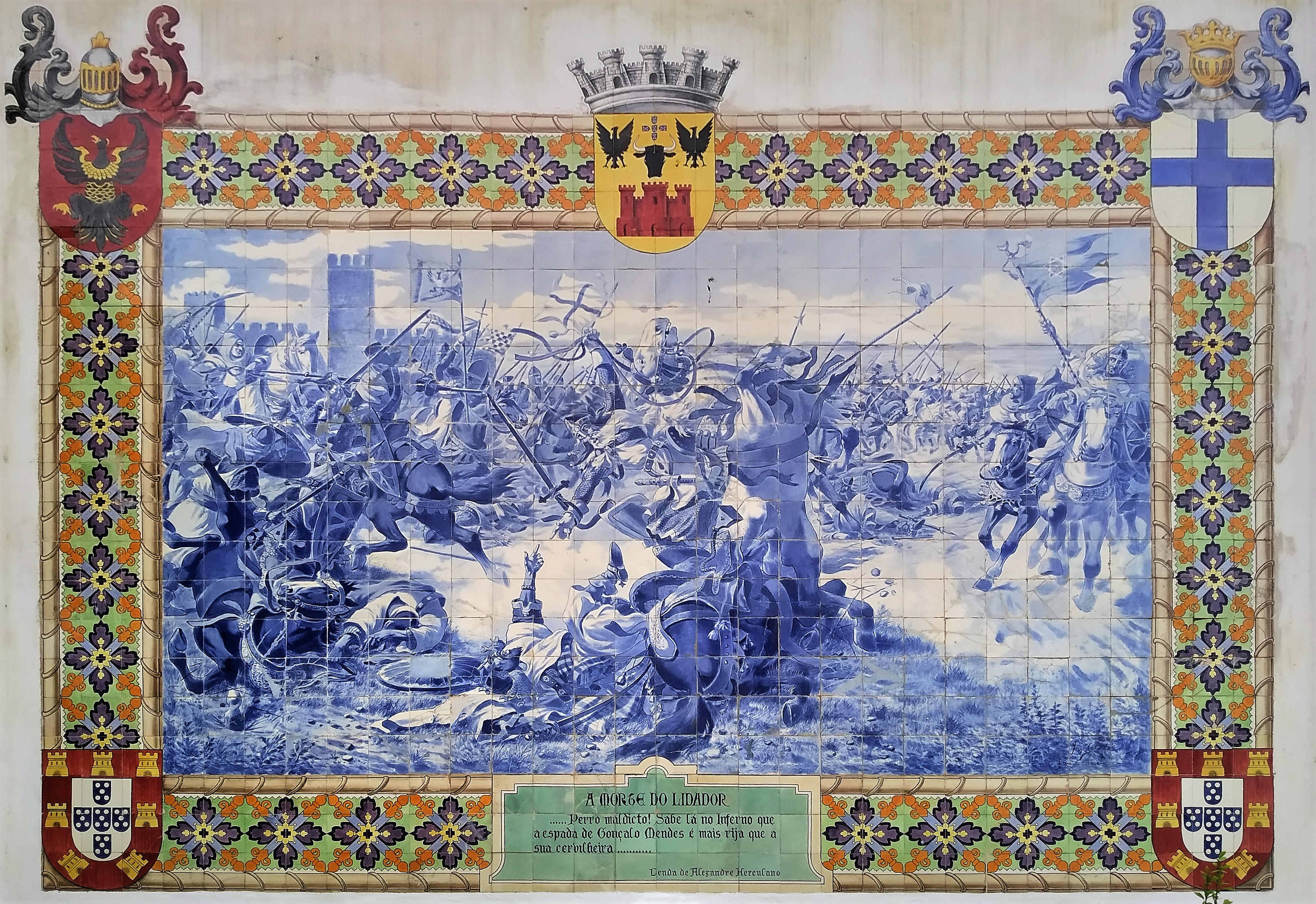
A Morte do Lidador, por Jorge Colaço

O ataque a Badajoz alarmou os almóadas que, logo em 1170, organizaram um ataque a Portugal. Abu Hafes reconquista Juromenha, principal base de ataque a Badajoz de Geraldo Sem Pavor. De Juromenha, Geraldo Geraldes mudou-se para Lobón. Beja é sitiada e dá-se um breve combate sob as muralhas em Abril, que vitimou Gonçalo Mendes da Maia o Lidador, mas em Julho os almóadas são obrigados a levantar cerco. 
Santarém foi sitiada em 1171 pelos almóadas mas os muçulmanos recuaram assim que chegaram notícias de que o rei Fernando II de Leão se aproximava com um exército para socorrer D. Afonso Henriques, que chefiava a defesa da cidade. Por iniciativa de D. Gualdim Pais, mestre dos templários em Portugal, em 1171 o castelo de Almourol foi restaurado. A Ordem de Santiago estabeleceu-se em Portugal em 1172 a convite do rei D. Afonso, que lhes ofereceu o castelo de Monsanto e, no ano seguinte, o castelo de Abrantes.
Uma trégua foi por então acordada entre dois embaixadores de D. Afonso Henriques e os almóadas, em Outubro de 1173. Entre os termos da tréguas contava-se a devolução de Beja.

### Trégua de 1173 a 1178

Escudo de Lisboa

Assinadas estas tréguas, Geraldo Geraldes abandonou o campo de D. Afonso e, com 350 homens, partiu para Sevilha para colocar-se ao serviço do califa almóada, que o deslocou mais aos seus companheiros para a região de Suz, em Marrocos. Quando, porém, mais tarde foram interceptadas cartas suas para o rei português, o Sem-Pavor foi novamente deslocado, mais para o interior, para a região de Draa, cujo governador o executou.
É neste contexto de tréguas que alguns moçárabes lisboetas velejaram até Sagres e de lá trouxeram as relíquias de São Vicente, cujo corpo se encontrava sepultado num templo do "Promontório Sacro". O local onde deviam ficar as relíquias deu até origem a uma agitada disputa em Lisboa entre os moçárabes residentes de Santa Justa, o deão e cabido da Sé e os cónegos regrantes de Santo Agostinho do Mosteiro de São Vicente de Fora. Só mediante a intervenção armada do fronteiro da Estremadura Gonçalo Viegas de Lanhoso, que da alcáçova desceu com um corpo de tropas, é que pôde ser restaurada ordem e o corpo do santo depositado na sé após acordo entre as partes. O brasão de Lisboa passou, a partir de então, a representar uma nau com corvos, que supostamente acompanharam o corpo do santo na viagem de Sagres a Lisboa.
Em 1176, D. Afonso Henriques doou à ordem de Calatrava Coruche e o seu castelo, que defendia a estrada que ligava Santarém a Évora.

### O grande "Fossado de Triana"
Terminada a trégua com os muçulmanos, o príncipe D. Sancho liderou um profundo fossado em território muçulmano. As tropas reuniram-se em Coimbra em Maio e incluíam infantaria e cavalaria, contingentes oriundos da Ordem de Calatrava, as milícias concelhias da cidade e também de várias outras localidades, como Santarém, Lisboa e Évora, e as hostes de alguns dos mais importantes nobres de Portugal. Contava a hoste com cerca de 2.300 cavaleiros e 5.000 soldados, uma das maiores forças mobilizadas pela Coroa portuguesa até então.
As regiões de Beja ainda sob controlo almóada foram saqueadas. Fazendo um amplo circuito pela moderna Extremadura espanhola, os portugueses cruzaram a Serra Morena e chegaram a Sevilha em Novembro, mas a hoste portuguesa revelou-se insuficiente para tomar a grande cidade. Os portugueses acamparam a alguns quilómetros a ocidente de Sevilha e derrotaram um exército almóada enviado para interceptá-los numa grande batalha campal, perto da cidade.
Embora Sevilha quedasse na margem esquerda do rio, o subúrbio de Triana ficava na margem direita, acessível por uma ponte de barcas perto da Torre del Oro. Uma torre na margem direita dominava o acesso à ponte. Os subúrbios foram saqueados e ricos despojos tomados.
No caminho de regresso a Coimbra, Niebla e Gibraleón foram saqueadas. Um destacamento de 1400 cavaleiros ligeiros juntamente com a guarnição de Alcácer do Sal derrotaram um contingente almóada de Beja e Serpa, comandado pelos alcaides ibne Uazir e ibne Tinsalite, ambos mortos em combate. Ao saberem da morte de ibne Tinsalite, os habitantes de Beja abandonaram a cidade e mudaram-se para Mértola, pondo assim fim a quatro séculos e meio de domínio muçulmano sobre esta cidade.
O grande fossado de Triana foi uma das mais ousadas operações militares alguma vez levadas a cabo na história de Portugal e permitiu ao príncipe Sancho afirmar-se como um digno comandante e herdeiro ao trono.
Ainda em 1178, o rei D. Afonso Henriques promoveu obras no castelo de Ourém.

### Invasões Almóadas, 1179-1184

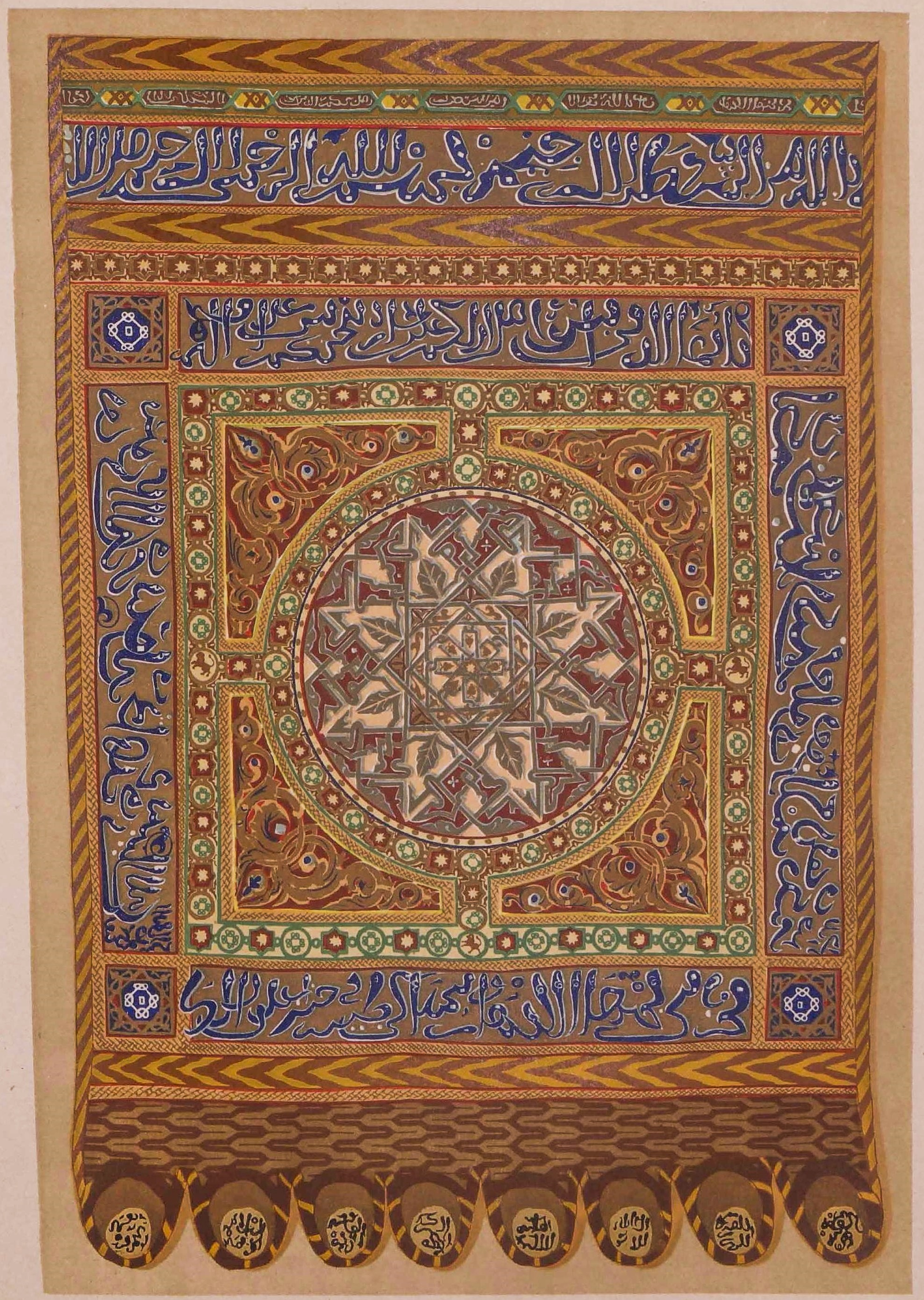
Estandarte almóada de 1212

As represálias pelo fossado de Triana dão-se no ano seguinte, quando os almóadas invadiram Portugal e atacaram o castelo de Abrantes, que não conseguiram conquistar.
Em 1180 uma frota de galés partiu de Sevilha a saltear as costas do país e é nestas circunstâncias que, em Julho, se dá a Batalha do Cabo Espichel, em que o primeiro almirante de Portugal D. Fuas Roupinho destroçou a frota muçulmana. Partiu depois para Ceuta, onde capturou os navios no porto. Entretanto, as milícias de Santarém raziaram a região do Guadalquivir.
Em começos de 1181 o almirante português e a sua frota de 21 galés saídas do Tejo são destroçados por uma armada de 51 galés muçulmanas, que captura 20 navios. Ao mesmo tempo, partiu também de Sevilha um exército almóada sob a liderança de Maomé ibne Iúçufe ibne Uamudim, que cercou Évora a 25 de Maio, enquanto um destacamento destruía Coruche e levava os seus moradores cativos.  Em Évora, porém, os almóadas foram obrigados a levantar o cerco em Junho e regressar a Sevilha.
Alguns anos mais tarde, em 1182/83, uma nova expedição portuguesa composta por milícias concelhias de Lisboa e Santarém saquearam o Aljarafe, terra de aldeias e olivais a ocidente de Sevilha. Levaram muitos cativos.
Na Primavera de 1184, o califa almóada em pessoa atravessou o Estreito de Gibraltar à testa de um grande exército e, passando por Sevilha e Badajoz, invadiu Portugal para impor cerco à cidade de Santarém, defendida pelo infante D. Sancho I e pelo rei D. Afonso Henriques também. Assim que se soube do cerco a Santarém, o rei Fernando II de Leão pôs-se a caminho de Santarém com um exército para socorrer os portugueses. 
O califa deu ordens um destacamento do seu exército para sitiar Lisboa também mas as ordens foram mal transmitidas e todos os seus guerreiros começaram a debandar. Ao tentar repor a ordem, o califa foi atacado e morreu pouco depois, a 29 de Julho de 1184.  

### Trégua, 1184-1189

Bandeira de D. Sancho I

Morto o califa Abu Yaqub Yusuf, o seu filho e sucessor, Abu Yusuf Yaqub negociou uma trégua com o infante D. Sancho. A 6 de dezembro de 1185 faleceu o rei D. Afonso Henriques e o seu herdeiro sucedeu-lhe no trono como D. Sancho I.
Os primeiros quatro anos do reinado de D. Sancho foram pacíficos. Confrontava o rei o problema das grandes extensões de território semi-abandonado, aldeias em ruínas e campos não cultivados devido à guerra. O rei aproveitou a oportunidade para se concentrar na organização administrativa do seu reino, e outorgou cartas de foral que regulavam as leis e privilégios de várias cidades portuguesas, como Gouveia e Covilhã em 1186, Viseu e Bragança em 1187 e Folgosinho e Valhelhas em 1188. Na fronteira galega foi construído um novo castelo, em Valença, à data conhecida como Contrasta. O Castelo de Alcanede foi doado pelo rei à Ordem de Calatrava em 1187.

### A Conquista de Silves, 1189

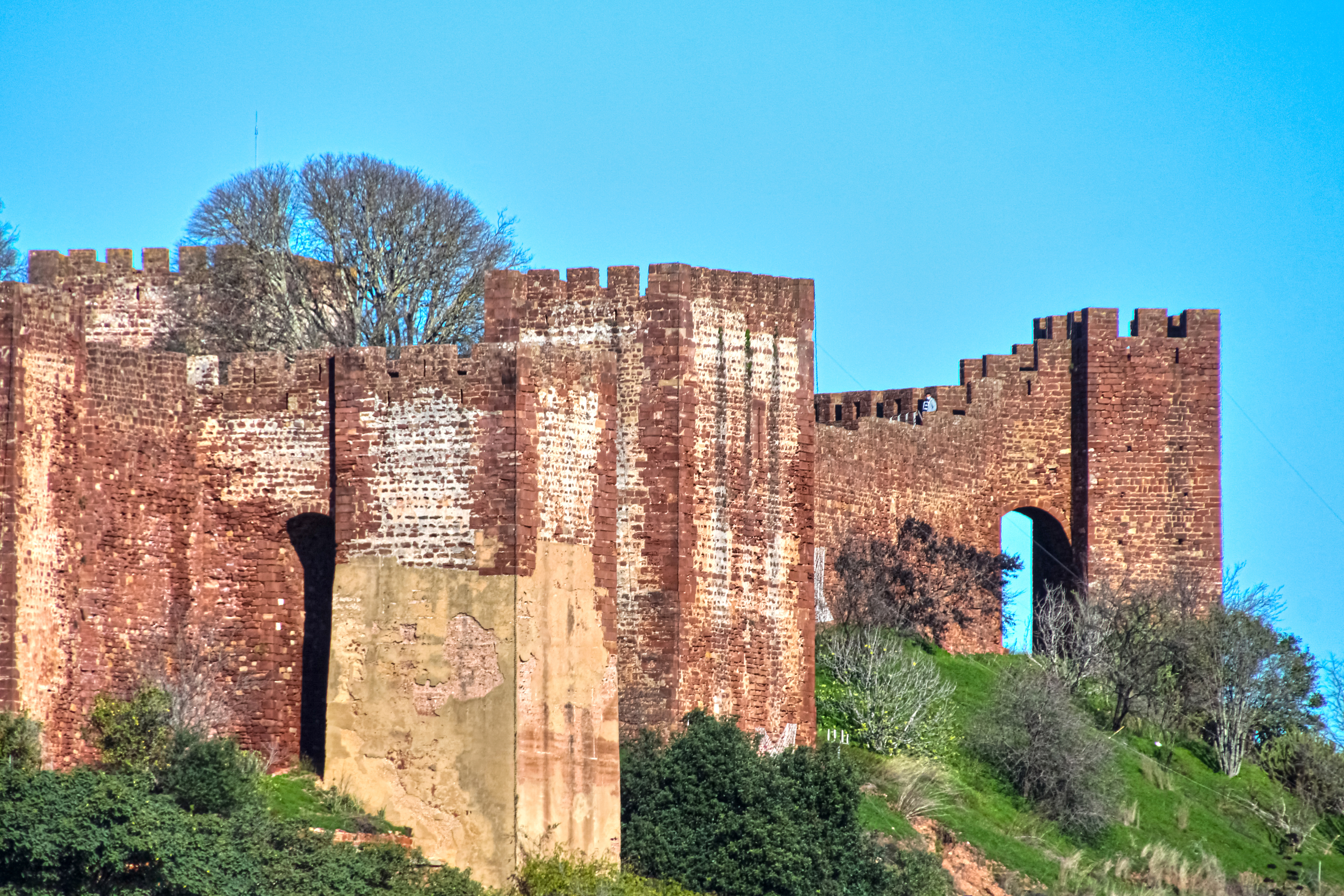
Muralhas e torres albarrãs da alcáçova de Silves

Quando em Outubro de 1187 Jerusalém foi conquistada por Saladino, foi grande o escândalo na Europa e o Papa Gregório VIII convocou uma nova cruzada, a terceira. Percebeu o rei português D. Sancho II que para alcançarem a Terra Santa, quaisquer cruzados que viajassem por mar teriam necessariamente que passar ao largo da costa portuguesa e, quando em Junho de 1189 escalaram em Lisboa os primeiros navios vindos do norte da Europa, da Dinamarca e Frísia, convidou-os D. Sancho a atacarem o castelo de Alvor, na costa algarvia, que fizeram a caminho da Palestina.
Nova frota de navios de cruzados escalou em Lisboa a 3 ou 4 de Julho e, desta vez, o rei D. Sancho logrou obter o seu apoio ao seu planeado ataque contra a grande cidade muçulmana de Silves, a mais importante no sudoeste peninsular.

A 20 de Julho de 1189 o exército português e os cruzados, que de Lisboa haviam alcançado Silves por mar, subindo o rio Arade, acamparam perto de Silves. A cidade foi atacada no dia seguinte e, após cerca de mês e meio de violento assédio, em que se recorreu ao uso de máquinas de cerco, os habitantes renderam-se. Juntamente com Silves renderam-se depois os castelos circundantes em Albufeira, Lagos, Alvor, Portimão, Monchique, Santo Estêvão, Carvoeiro, São Bartolomeu de Messines, Paderne e Sagres. A hoste régia partiu em Setembro e, de regresso, Beja foi tomada, encontrando-se o rei em Coimbra já em Dezembro.

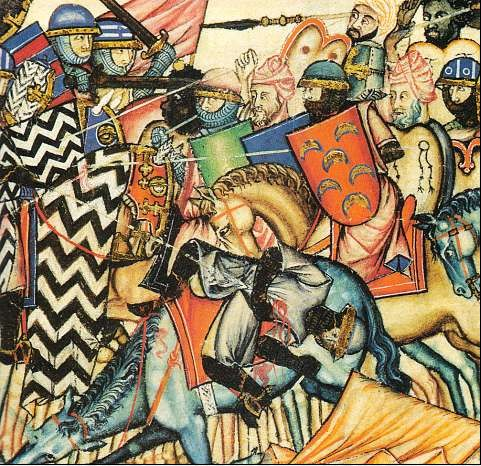
Batalha da Reconquista representada nas Cantigas de Santa Maria

### A Invasão Almóada de 1190
Desde 1188 que o califa almóada Abu Iúçufe Iacube Almançor projectava uma grande campanha contra Portugal, ainda antes da conquista de Silves. A tomada desta prestigiada cidade pelos portugueses, porém, causou escândalo no Magrebe e o califa mandou pregar a guerra santa. Em Abril de 1190 atravessou o estreito à cabeça de um grande exército e, em Junho, impôs cerco a Silves. O califa, porém, deixou o seu primo saíde Iáia ibne Omar ao comando das operações e depois partiu para Córdova, cidade onde se encontrou com embaixadores do rei Afonso VIII de Castela, que aceitou uma trégua, deixando assim as mãos livres aos muçulmanos para se focarem no planeado ataque em força a Portugal.

De Córdova, o califa almóada, procedeu contra Portugal entrando pelo Alentejo. Silves foi novamente cercada e ao mesmo tempo a cidade de Torres Novas foi atacada, sendo tomada. Aos seus defensores foi-lhes concedida a liberdade, porém a cidade foi arrasada. O califa atacou em pessoa Tomar, poderoso castelo templário eficazmente defendido por Gualdim Pais, mestre dos templários em Portugal. O objectivo do califa, porém, era conquistar a importante cidade e fortaleza de Santarém.

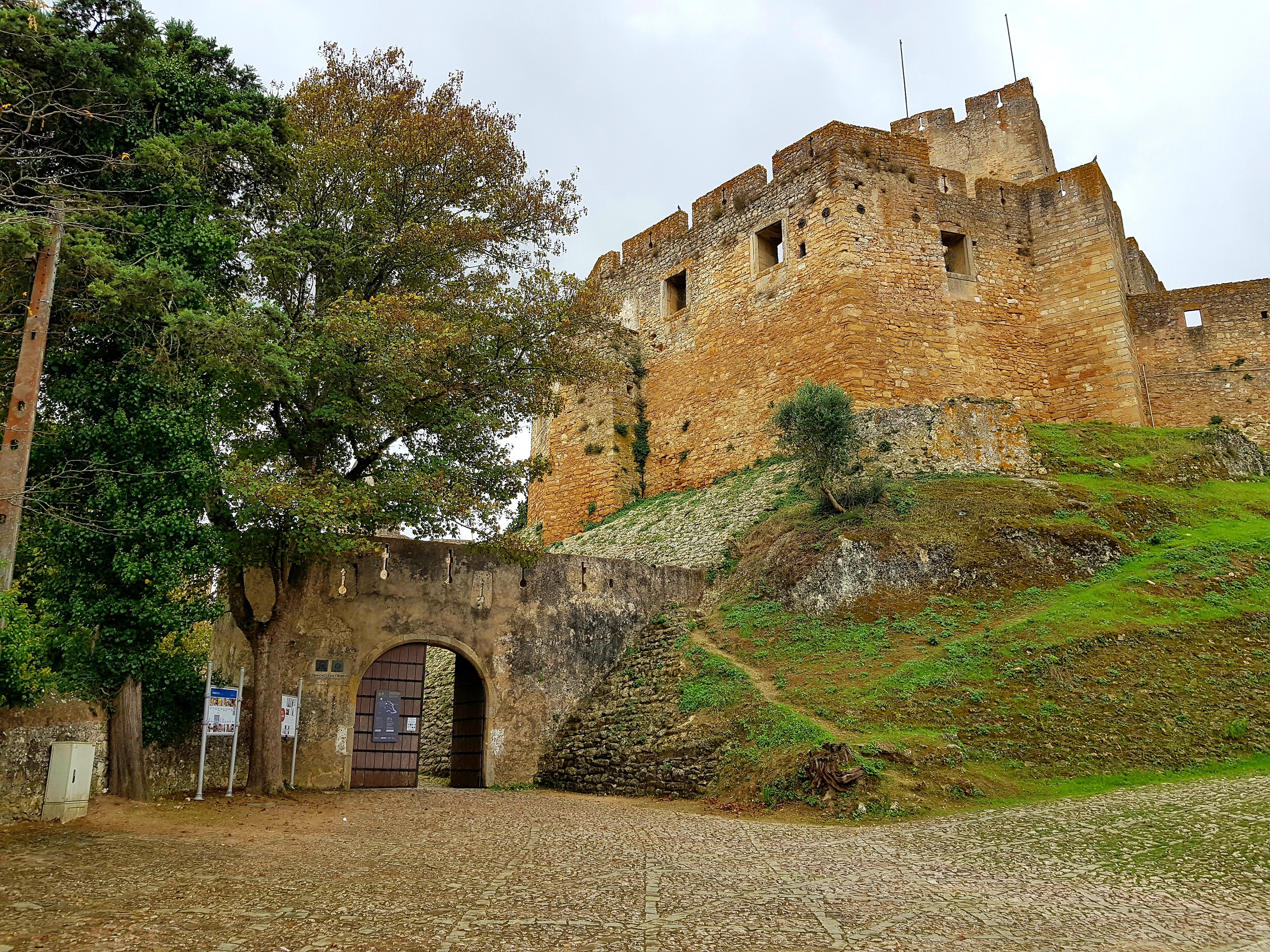
Alcáçova de Tomar

Por acaso, a este tempo escalaram em Silves e em Lisboa navios de cruzados vindos do norte da Europa a caminho da Terra Santa, separados devido ao mau tempo. Encontrava-se em Lisboa o rei D. Sancho, que logrou obter o apoio de 500 cruzados para socorrer Santarém e assim recusou as propostas de paz do califa, que exigia a entrega de Silves. O rei partiu então em socorro de Santarém e instalou-se na cidade com as suas tropas. Santarém foi cercada mas, tendo encontrado resistência mais tenaz do que antecipara, ao fim de cinco dias mandou o califa levantar os cercos a Santarém e Tomar e partiu para sul. Doente, descercou Silves e retirou-se para Sevilha, cidade onde invernou com o seu exército. 
Em Lisboa, deram-se graves confrontos entre os cruzados e a população judia e muçulmana da cidade, de que resultou na prisão de cerca de 700 cruzados. A 24 de Julho os cruzados partiram de Lisboa.

### A Invasão Almóada de 1191

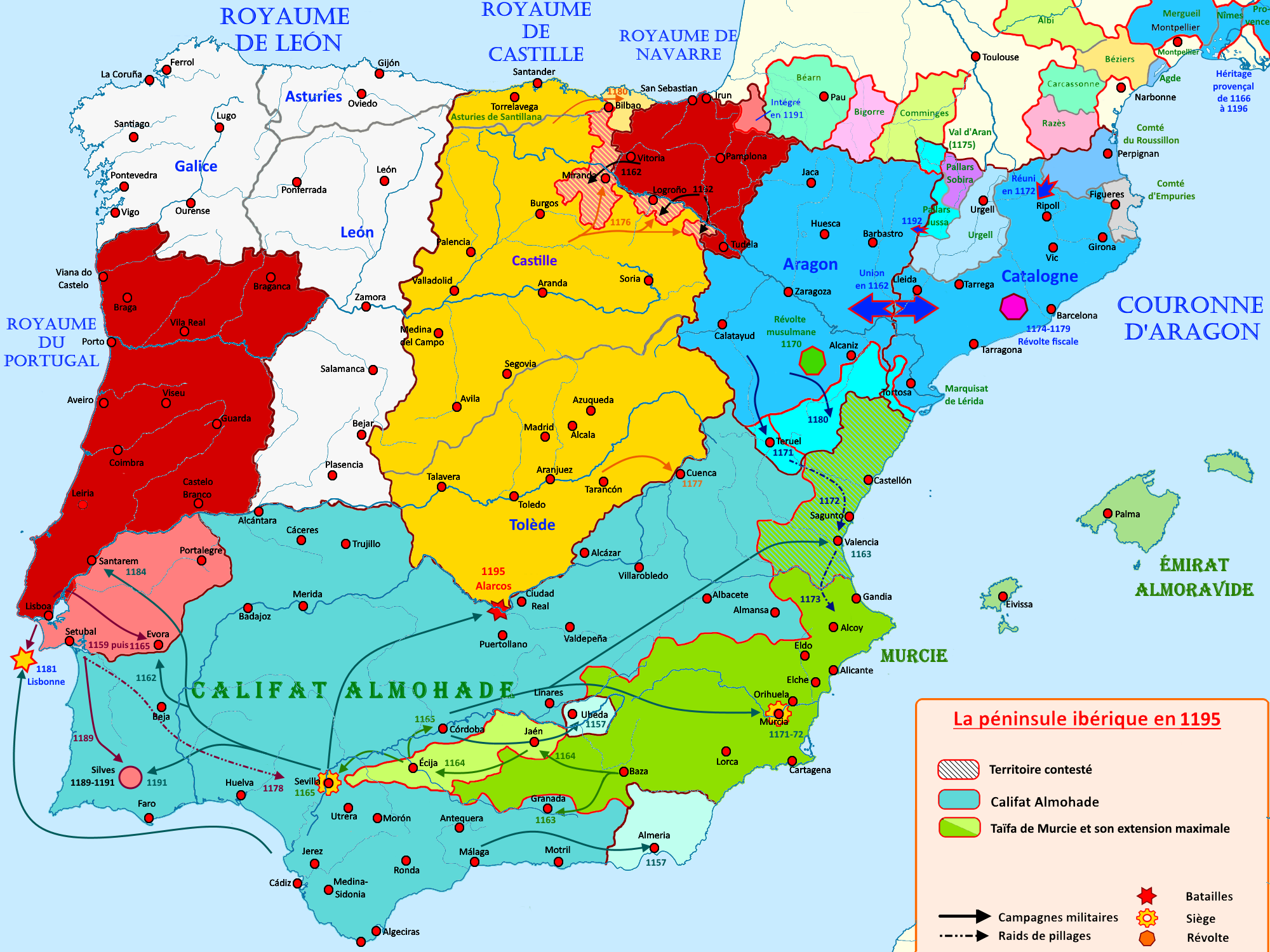
A peninsula Ibérica em 1195

Nova campanha contra Portugal foi lançada pelo califa Almançor em Abril de 1191, de maior envergadura do que a do ano anterior e melhor preparada. Alcácer do Sal foi cercada e tomada após terem os seus defensores capitulado em troca das suas vidas. Uma guarnição muçulmana foi então instalada na cidade, ficando esta sob a supervisão de Maomé ibne Sidrai ibne Uazir. Certas receitas de Ceuta e Sevilha foram destacadas para pagar a manutenção deste castelo.
Tomada Alcácer do Sal, seguiram-se-lhe Palmela, Coina e Almada. O castelo de Leiria foi arrasado e foi invadida a região de Coimbra. 
No Algarve, o castelo de Alvor foi perdido para os Almóadas. Novo cerco foi imposto a Silves e desta vez o califa dispunha de quatro vezes mais máquinas de cerco do que os defensores. A almedina foi invadida pelos almóadas e a guarnição recuou para a alcáçova, alta cidadela. Mediante autorização do rei, renderam-se a 25 de Julho, sendo-lhes permitido partir vivos. 
Assinada uma trégua por cinco anos, o califa almóada regressou a Marrocos. Todas as conquistas portuguesas a sul do Tejo foram, assim, perdidas, excepção feita à cidade de Évora, que se manteve, isolada, em mãos cristãs.

## Consolidação 1191-1217

Cruz da Ordem do Hospital

De forma a reforçar o território ainda sob controlo português contra futuras incursões muçulmanas, o rei D. Sancho seguiu uma política de consolidação e fortificação da fronteira ao longo do Tejo, apoiando-se em boa medida nas Ordens militares, que não só defendiam o território como desenvolviam a agricultura.
Aos templários foram dadas terras em Santarém e Idanha. Aos espadatários foi dado o castelo de Santarém. À Ordem de Calatrava, foi dado em 1193 o castelo de Mafra com o seu termo. Em 1194, o rei doou as terras de Guindintesta à Ordem do Hospital, já há algumas décadas em território português, e ali seria erigido o primeiro castelo hospitalário em Portugal, o castelo de Belver.
A “Linha do Tejo” incluía os castelos templários de Almourol, Castelo Branco, Pombal, Tomar, Zêzere, Idanha-a-Nova, os castelos santiaguistas de Monsanto, Abrantes, Santarém, o castelo hospitalário de Belver, o castelo calatravo de Mafra, o castelo de Torres Novas, o castelo de Alverca, o castelo de Povos e Lisboa.

### A Batalha de Alarcos 1195
Reinava em Castela a este tempo o rei Afonso VIII, que invadiu o Andaluz até Algeciras. Para fazer face ao avanço cristão e, sobretudo, castelhano, o califa almóada mandou pregar a guerra santa e atravessou o Estreito de Gibraltar novamente à cabeça de um grande exército. Afonso VIII apelou aos reis vizinhos para uma grande coligação peninsular porém os monarcas de Leão, Navarra e Aragão abstiveram-se e só D. Sancho é que enviou um corpo de tropas em auxílio de Castela. Liderava este corpo o antigo alcaide de Silves Rodrigo Sanches o mestre Gonçalo Viegas de Lanhoso. O exército luso-castelhano foi gravemente desbaratado em batalha pelos almóadas e o rei Afonso VIII quase capturado. Na batalha morreu o mestre Gonçalo Viegas. O rei de Castela assinou então uma trégua com os almóadas e estes retiraram-se para Sevilha com valiosos despojos.
Em 1199 foi fundada a cidade da Guarda, em local que não só era difícil de aceder, como permitia vigiar-se até vinte léguas de território em redor. No mesmo ano, D. Sancho doou aos Templários a Herdade da Açafa, onde nasceria Castelo Branco. Em 1200 Benavente foi fundada pela Ordem de Calatrava. Neste ano foi ainda fundada Azambuja com colonos trazidos de Flandres, a quem foram doadas terras, ficando como alcaide desta povoação o flamengo Raulino. A fome foi extrema em 1202 por toda a Europa ocidental, Portugal incluíndo e interrompeu-se o avanço para sul para serem dedicados maiores esforços ao povoamento e ao desenvolvimento da agricultura. Em 1205 ou 1206 foi fundada Idanha-a-Nova e entregue aos templários.
D. Sancho I saqueou Elvas a 25 de Julho de 1208.

### A grande Batalha de Navas de Tolosa 1212

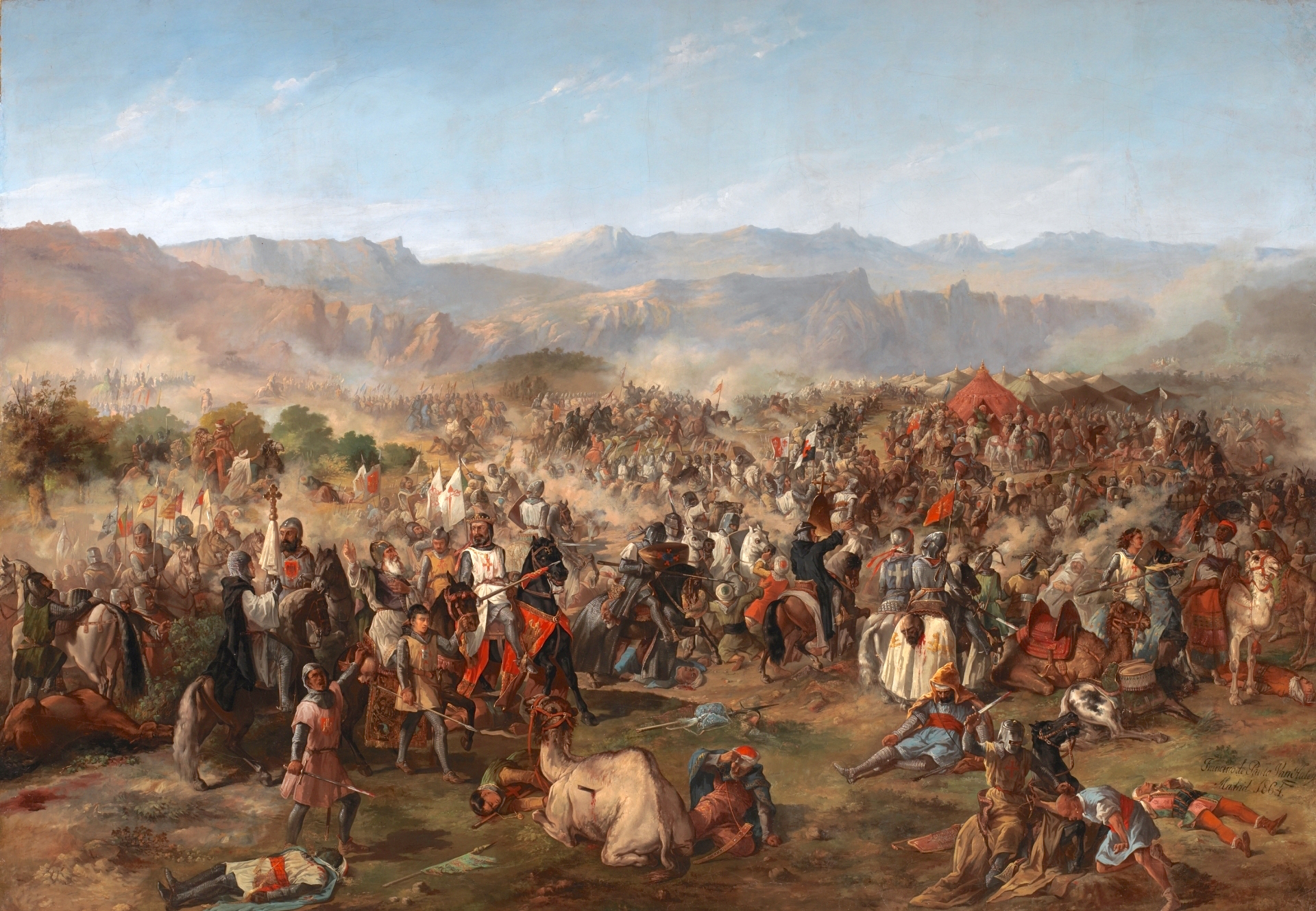
A Batalha de Navas de Tolosa

A 26 de Março de 1211 faleceu D. Sancho I e sucedeu-lhe no trono D. Afonso II. No ano em que tomou posse, o rei negociou tréguas com os almóadas. Neste ano o rei doou à Ordem de Calatrava as terras de Avis, com a condição de construírem aqui um castelo, que seria cumprida até 1214. Esta povoação converteu-se em sede da Ordem em Portugal e, posteriormente a sede da Ordem de Aviz. Ainda em 1211, estalou em Portugal a guerra civil, entre o rei e as suas três irmãs, D. Mafalda, D. Teresa e D. Sancha. Neste conflito envolveu-se o rei de Leão, tomando o partido das infantas. 
Entretanto, em Castela, o rei Afonso VIII desencadeou nova guerra contra os almóadas, expirada a trégua com eles assinada e o califa Maomé Nasser reuniu novamente um enorme exército.  Desta vez, porém, o rei de Castela logrou obter o apoio dos reis de Navarra e de Aragão, bem como das várias Ordens religiosas e de voluntários por toda a Europa.
Não pôde o rei português auxiliar os reis coligados em pessoa mas apesar de estar envolvido em guerra com as irmãs e com Leão, D. Afonso II não deixou mesmo assim de enviar um corpo de tropas para combater os almóadas. Era a hoste composta sobretudo por milícias concelhias mas incluía também esquadrões templários e outros voluntários que à expedição se juntaram, liderada pelo mestre Gomes Ramires.
Distinguiram-se os portugueses na batalha de Navas de Tolosa. Comentou o castelhano Rodrigo de Toledo que "certa quantidade de guerreiros das partes de Portugal, multidão de peões de maravilhosa agilidade suportaram facilmente os rigores da campanha e atacaram com audácia", tendo Lucas de Tuy também escrito que "apressaram-se para o combate como que para um banquete".

## Conquista definitiva do Alentejo 1217-1238

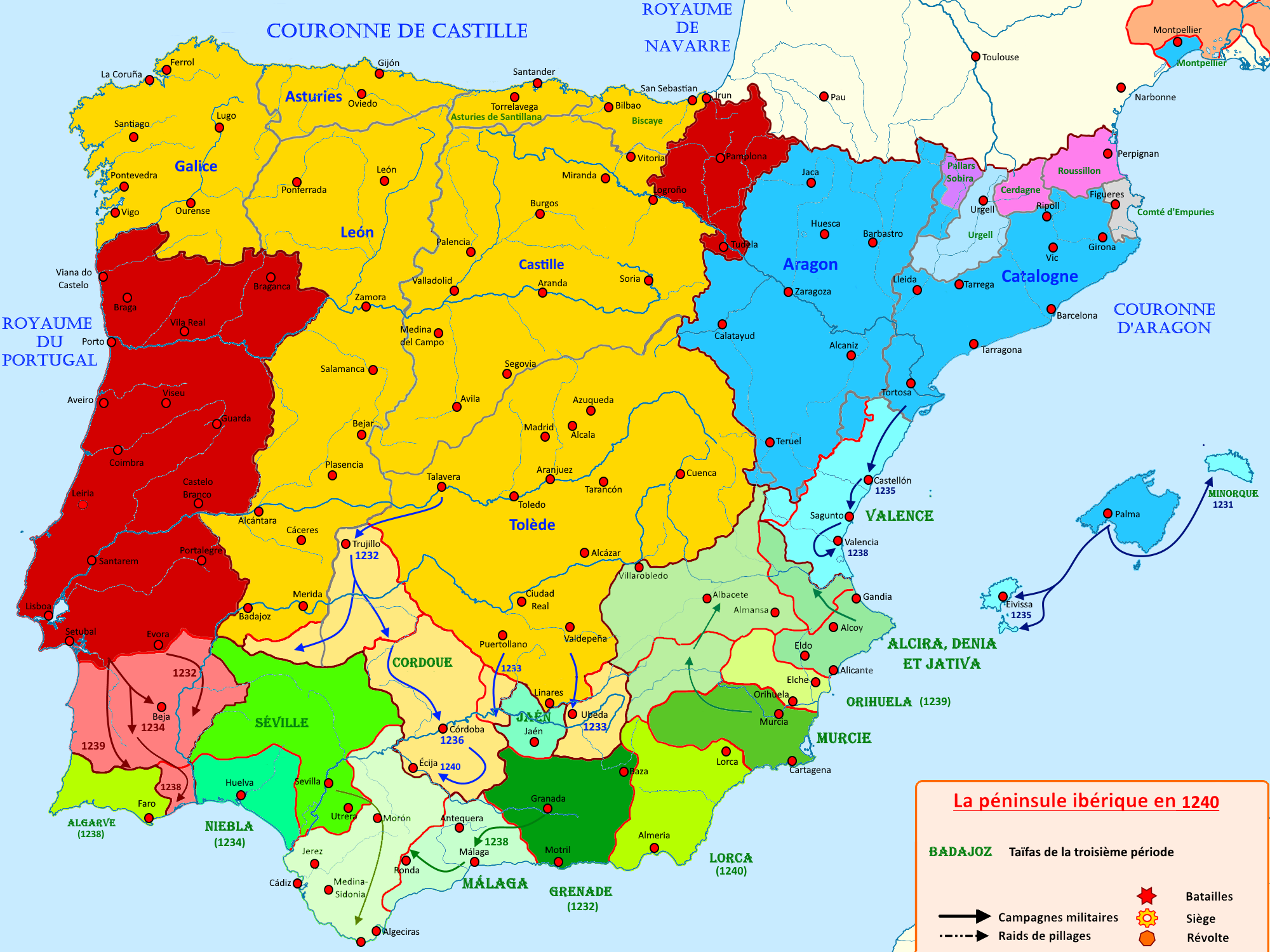
A península ibérica em 1240

Desde a reconquista almóada em 1191 que Alcácer do Sal era a principal base naval muçulmana na costa ocidental da península e a principal ameaça sobre Lisboa. A iniciativa da conquista desta cidade partiu do bispo de Lisboa D. Soeiro Viegas, que pregou a cruzada por todo o reino, investiu nela os seus próprios recursos financeiros e obteve a colaboração tanto do bispo de Évora, do abade de Alcobaça, das Ordens militares e de cruzados flamengos, saxões, e frísios cuja frota aportara a Lisboa, a caminho da Palestina. O grosso do exército seria composto por infantaria das milícias concelhias, mas incluiria também alguns cavaleiros, cerca de 300, bem como contingentes templários, liderados pelo mestre D. Pedro Alvites, espadatários, liderados pelo comendador Martim Pais Barregão e hospitalários, liderados pelo prior D. Gonçalves de Cerveira.

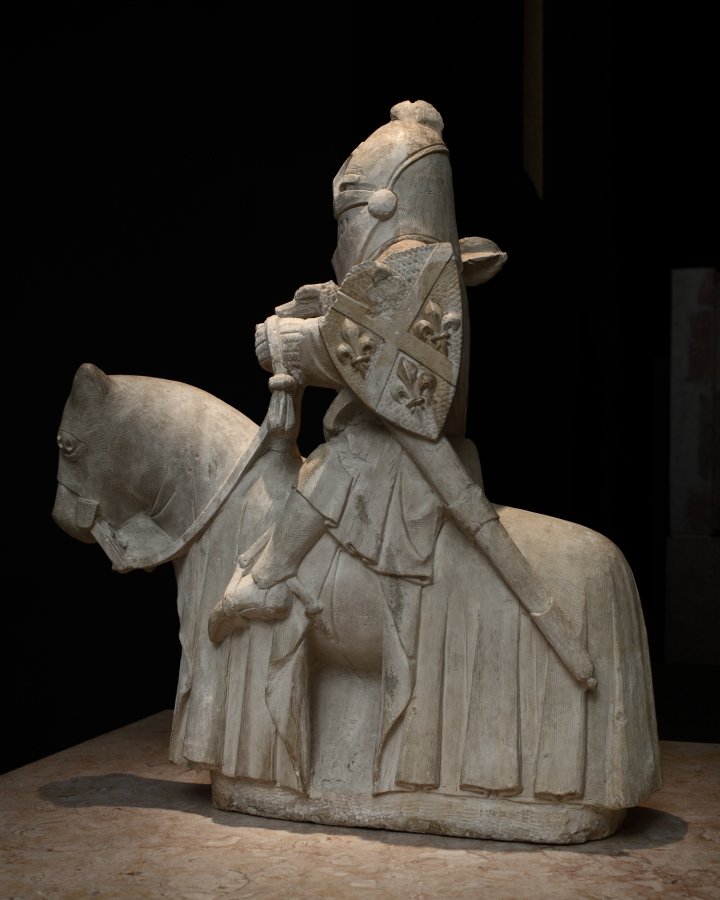
Escultura do séc XIII de um cavaleiro, por Mestre Pero

Partida a hoste e frota cristã de Lisboa para Alcácer do Sal nos últimos dias de Junho de 1217, foi a cidade cercada e atacada com recurso a minas, mantas, aríetes, trabucos, bastidas ou torres de assalto. À aproximação das forças cristãs, o alcaide de Alcácer, Abdallah Ben Wazir lançara um pedido de socorro às guarnições muçulmanas da região e na manhã de 11 de Setembro dá-se a Batalha de Ribeira de Sítimos, em que os portugueses desbarataram um exército almóada de socorro, vindo de Jaen, Córdova, Sevilha e Badajoz, ao passo que os cruzados haviam ficado a bloquear Alcácer, junto dos seus navios. Já muito debilitados, os defensores de Alcácer rendem-se em meados de Outubro, tendo-lhes sido permitido partir somente com as vidas.
Os cavaleiros da Ordem de Calatrava e seu mestre D. Fernão Anes reconquistaram também Veiros, Borba e Monforte, nos arredores de Elvas e também Vila Viçosa na mesma ocasião, pelo rei.
Em 1219, os cavaleiros espadatários tomaram Santiago do Cacém.

### Trégua 1219-1225
O rei D. Afonso II envolveu-se em conflitos com a nobreza, o clero e o vizinho reino de Leão, por isso em 1219 assinou tréguas com os muçulmanos para se focar na gestão interna do reino. Faleceu em 1223 e sucedeu-lhe no trono D. Sancho II.

### Conquista do baixo Alentejo, 1225-1238
Após o assassinato do califa Abd al-Wahid e a usurpação do trono por um pretendente rival, em 1225 estalou a guerra-civil entre os almóadas no Andaluz. Neste mesmo ano, a região de Sevilha foi uma vez mais invadida por cavaleiros portugueses. Como o governador almóada de Sevilha recusava-se a enfrentar os portugueses em batalha, os residentes armaram-se espontaneamente e saíram a campo mas foram massacrados não muito longe das muralhas da cidade.

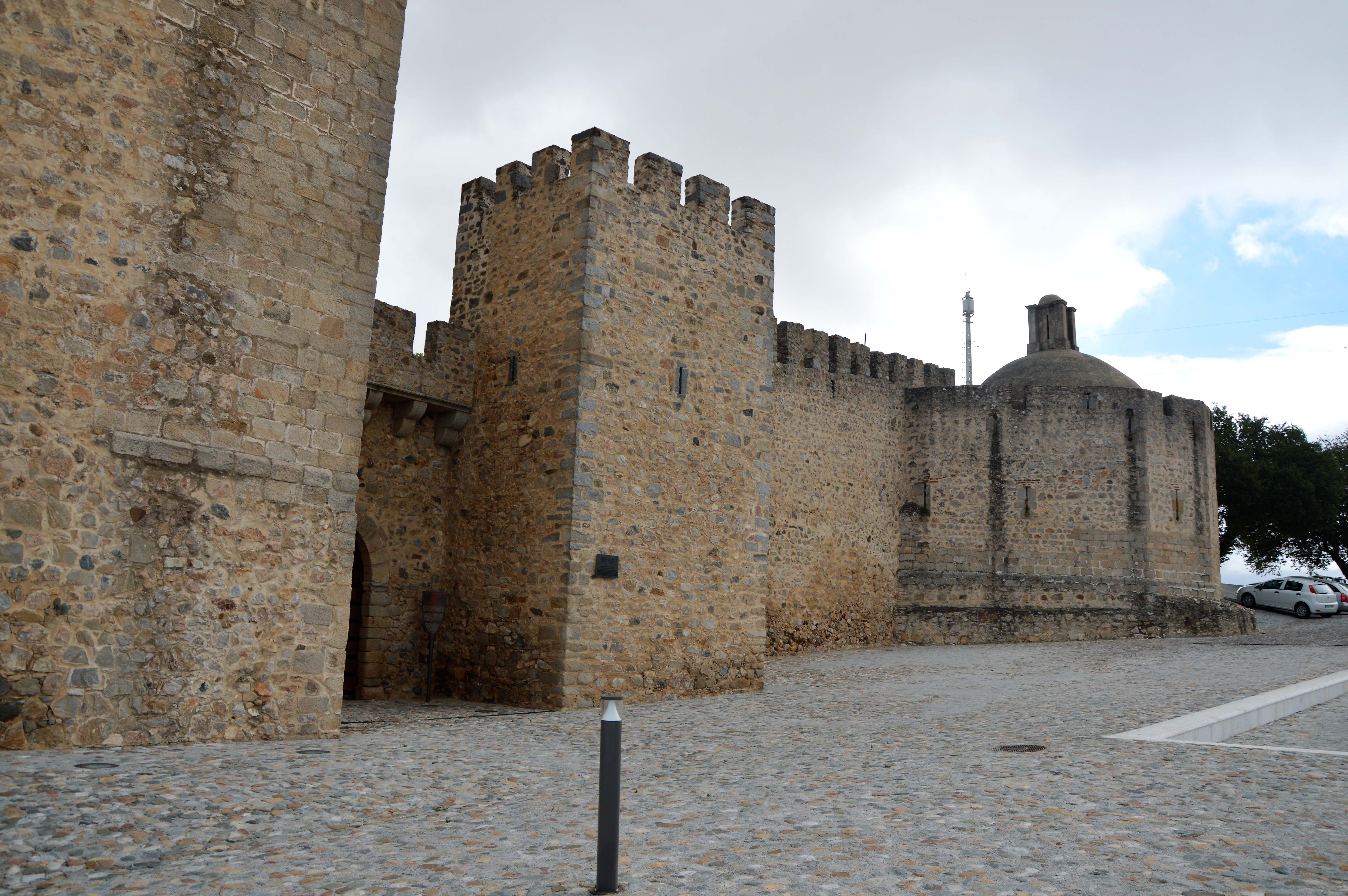
O Castelo de Elvas

Na Primavera de 1226, D. Sancho II cercou Elvas ao mesmo tempo que os leoneses atacavam a poderosa cidade vizinha de Badajoz. Comandava a hoste real o arcebispo de Braga D. Estêvão Soares da Silva e o alferes real Martim Anes. Os campos circundantes foram pilhados e D. Sancho correu risco de vida no fosso da cidade durante o assédio, porém a campanha começara muito tarde e, ao verem que os leoneses falhavam a conquista de Badajoz, os portugueses retiraram-se de Elvas. 

Novos fossados portugueses e leoneses devastaram a região de Sevilha em 1228. A falta de resposta às incursões cristãs descredibilizaram os almóadas e precipitaram a revolta das populações andaluzas, dando assim início a um novo período de taifas. À medida que os governadores almóadas eram depostos por caudilhos locais, em Outubro deste ano, o califa Idris al-Mamun abandonou Sevilha e regressou a Marrocos com as tropas que lhe restavam quando a península Ibérica era já dada por perdida.

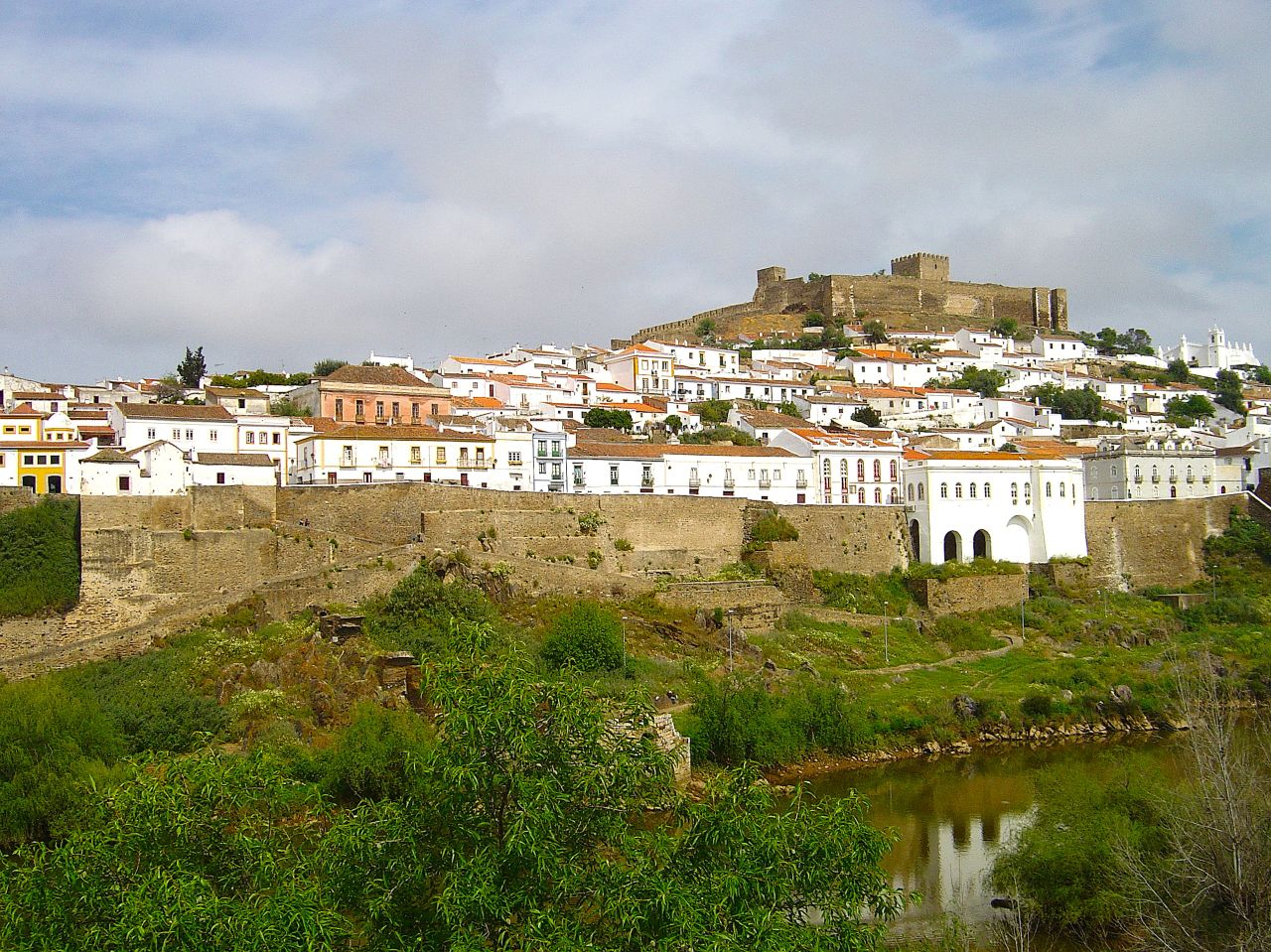
A vila e castelo de Mértola

Em 1230, freires cavaleiros portugueses que regressavam da campanha do rei de Leão contra Mérida constataram que Elvas e Juromenha tinham sido abandonadas pelas suas populações, por isso ocuparam-nas em nome do rei de Portugal a 1 de Março, no mesmo dia em que Mérida era conquistada pelos leoneses. Naquele mesmo ano mais tarde, D. Sancho instalou guarnições nas duas cidades. Em 1232, os hospitalários conquistaram a vila de Moura, que se rendeu ao fim de um breve ataque e, depois, Serpa. Neste mesmo ano os hospitalários fundaram também o Crato e Castelo de Vide, cujo território o rei lhes doara. É possível que Beja tenha sido conquistada neste ano.
Em 1234, os espadatários conquistaram Aljustrel e Alvito. Foi-lhes doado o castelo de Sesimbra, em 1236. Seguiu-se a tomada de Arronches e Mértola, em 1238. 

## Conquista definitiva do Algarve 1238-1249
No mesmo ano em que foi conquistada Mértola, é conquistada Alcoutim, já no actual território algarvio, e também Aiamonte, a leste do rio Guadiana, pelo rei D. Sancho II. 

A cruz da Ordem de Santiago

As agrestes serras algarvias constituíam um obstáculo sério ao avanço das hostes portuguesas para sul e sudoeste. Logrou o comendador Paio Peres Correia transpô-las ainda em 1238 com o apoio do cavaleiro Garcia Rodrigues, que conhecia bem todos os seus caminhos e acessos devido à sua anterior ocupação como mercador, o que permitiu aos cavaleiros espadatários contornar os principais castelos muçulmanos que vigiavam os caminhos montanheses, marchando de noite e acampando de dia, ocultos entre os montes.
Os primeiros castelos a serem tomados foram os de Alvor e Estômbar, na região de Silves e de lá eram lançadas algaras aos ricos campos em redor desta importante cidade. Mediante acordo com o emir do Algarve Aben Mafom foram trocados pelo castelo de Cacela Velha.
Falhado um ataque surpresa ao castelo de Paderne, foi depois tomada a importante vila de Tavira. Seguiu-se Salir, castelo posicionado numa das poucas vias que atravessava longitudinalmente o Algarve e dava acesso ao Alentejo. Silves foi então tomada mediante logro: enviado um pequeno destacamento de cavaleiros a atacar o castelo de Estômbar e divulgada a falsa informação de que Paio Peres seguia à testa dos seus cavaleiros, foi a cidade escalada depois de ter o emir saído com as suas tropas na direcção de Estômbar. Paderne foi conquistado pouco depois, tendo toda a sua guarnição sido chacinada, sendo provável que depois se tenham rendido os castelos serranos de Monchique, Montagudo, Marachique, Ourique e Messines.

### Campanha de D. Afonso III no Algarve, 1249

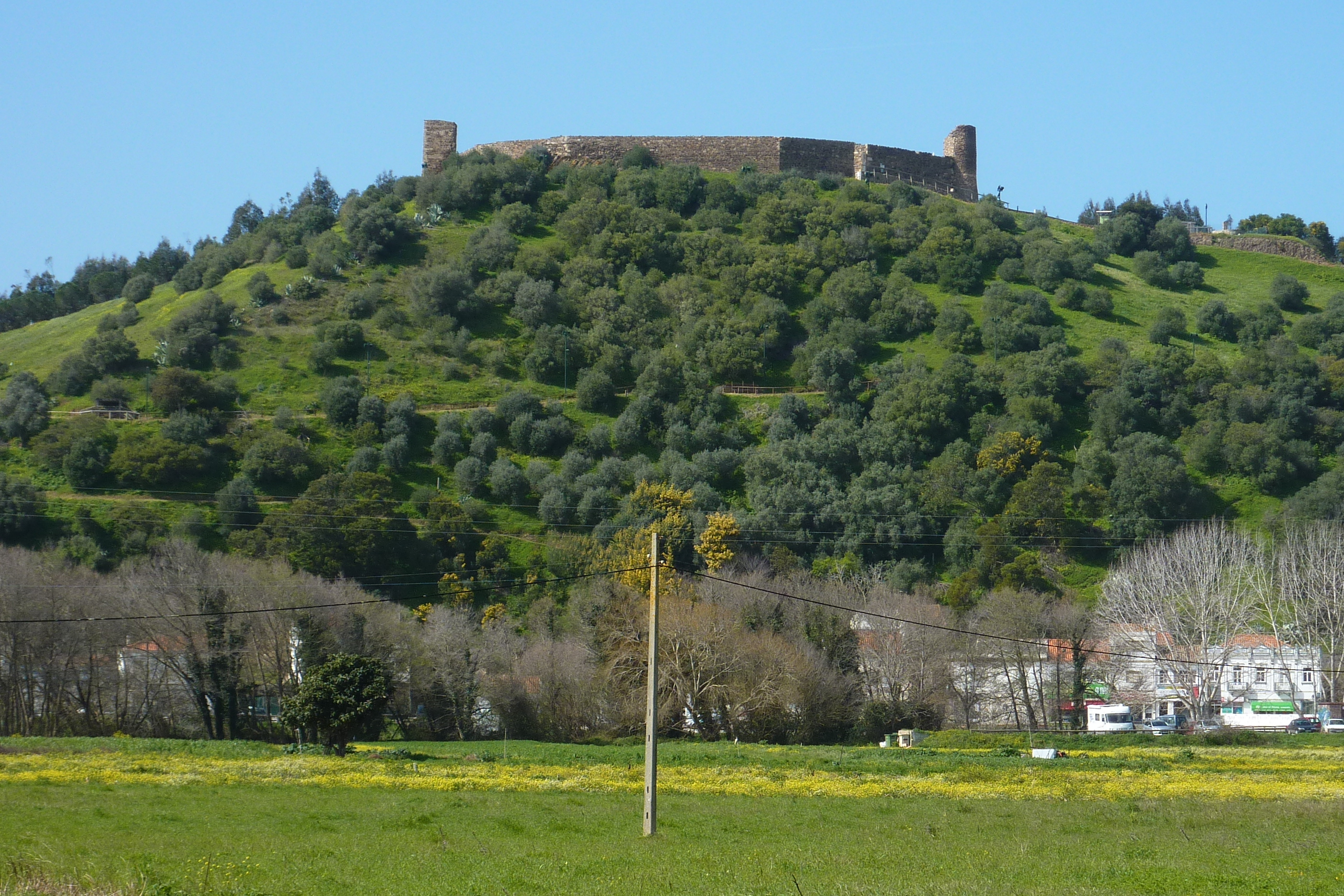
O castelo de Aljezur

Em 1249 restavam ainda as povoações muçulmanas de Aljezur, Faro, Loulé, Porches e Albufeira, cujos senhores se submeteram à autoridade dos Merínidas de Marrocos e eram difíceis de tomar sem recurso a uma frota.
Vitorioso D. Afonso III da guerra civil que o opusera ao seu irmão, nas primeira semanas de Março , o rei atravessou a serra algarvia por Almodôvar à testa do seu exército. Acompanhavam-no os seus principais apoiantes durante a guerra civil, com D. João de Aboim à cabeça, mas também os chefes das Ordens militares, como o mestre da Ordem de Avis, D. Lourenço Afonso, e Paio Peres Correia à cabeça dos espadatários, este acompanhado por Gonçalo Peres Magro, comendador de Mértola.
A importante cidade portuária de Faro foi cercada primeiro. O alcaide Alboambre ainda esboçou alguma resistência, confiado em reforços vindos do norte de África mas bloqueado o porto pela frota portuguesa, a cidade rendeu-se ao rei português, evitando assim o derramamento de sangue e garantindo um estatuto favorável.

A bandeira do rei D. Afonso III

Conquistada Faro, Loulé rendeu-se ao cabo de fraca resistência. Porches e Albufeira renderam-se ao grão-mestre de Avis D. Lourenço Afonso. Por fim, Aljezur, última povoação no Algarve ainda em poder dos muçulmanos, foi tomada em certa manhã pelo grão-mestre Paio Peres Correia.

## Consequências
Ao completar a conquista do Algarve, D. Afonso III assumiu o título de "Rei de Portugal e do Algarve", criado por D. Sancho aquando da primeira conquista de Silves, 60 anos antes.
Como Aben Mafom havia-se declarado vassalo do rei Fernando III de Castela, este considerava pertencer-lhe o território. Isto deu origem a uma crise diplomática e a guerra entre D. Afonso e D. Fernando, que chegou a invadir o Algarve. Só mediante a assinatura do Tratado de Badajoz, em 1267, é que os direitos de D. Afonso eram reconhecidos e a fronteira fixada no Guadiana.
Finda a participação portuguesa na reconquista e acabadas as oportunidades de expansão e de conquista de território ou espólio, muitos cavaleiros e guerreiros portugueses atravessaram a fronteira e colocaram-se ao serviço dos reis de Leão e Castela. 

Propriedade de terras pelas Ordens militares em Portugal (e Espanha)

As vastas extensões de terra capturadas no sul pelos Espadatários, pelos Templários, Hospitalários e Cavaleiros de Calatrava fizeram das Ordens militares em conjunto os maiores beneficiários da Reconquista Portuguesa em termos territoriais.
O fim da Reconquista na Península Ibérica não significou o fim das hostilidades com potências muçulmanas. Piratas berberes e corsários muçulmanos do norte da África mantiveram-se em actividade e atacaram as costas e navios portugueses durante séculos após 1249. Em 1340, o sultão merínida de Marrocos Abu Hasan Ali invadiu a Península Ibérica  com um grande  auxiliado pelo emir Iúçufe I de Granada, no entanto foram ambos rechaçados por uma exército luso-castelhano na Batalha do Rio Salado.
Não obstante a conquista por forças cristãs, muitos muçulmanos, bem como judeus, foram tolerados e continuaram a residir em território português, em mourarias ou judiarias respectivamente, pagando em troca impostos acrescidos, condições semelhantes às que haviam vigorado para os cristãos no Andaluz muçulmano. Os judeus gozavam de protecção por parte dos reis portugueses, que valorizavam os seus conhecimentos profissionais e financeiros. A comunidade sefardita em Portugal ajustou-se bem às novas condições, manteve a sua identidade, multiplicou-se e cresceu em prosperidade. Os muçulmanos em Portugal passaram a ser conhencidos como mudéjares e estes incluíam alguns terratenentes e hábeis artesãos, porém a grande maioria era composta por pobres trabalhadores rurais ou urbanos e escravos, incapazes de emigrar, que providenciavam uma limitada mão-de-obra, tinham pouca expressão económica, não ameaçavam a maioria cristã e foram em grande medida deixados a viver em paz nas mourarias, às quais era permitida uma grande autonomia interna. Só no séc. XVI é que judeus e muçulmanos se viram obrigados à conversão ou expulsão mas até então não houve nunca nenhuma campanha sistemática para os obrigar à conversão e quando foi dada a ordem de expulsão já poucos mudéjares restavam no país. Desta permanência restou, entre outras coisas, a arte mudejar como testemunho. Grande número de palavras de origem árabe entraram em uso corrente no português. 

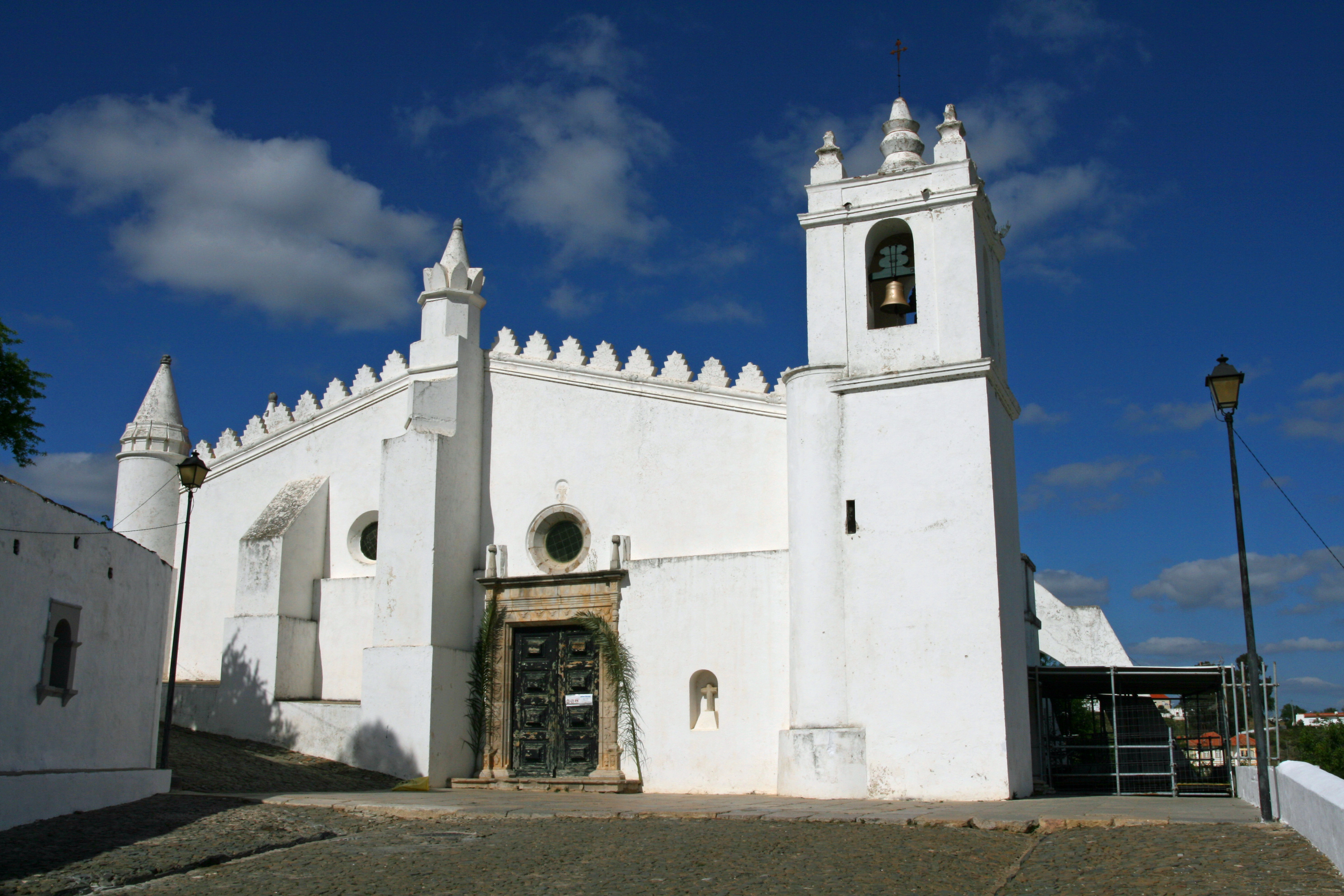
Antiga mesquita de Mértola, reconsagrada como igreja matriz

As memórias da reconquista e da vivência, violenta ou pacífica, entre cristãos e mouros subsistiu por muitas gerações no imaginário popular, em lendas de mouras encantadas, análogas às lendas de princesas cristãs que existiriam entre os muçulmanos. 